# سوزوكي
شركة سوزوكي للمحركات هي شركة يابانية متعددة الجنسيّات متخصصة في إنتاج السيَّارات الصغيرة، مجموعات كاملة من الدرَّاجات البخارية، مركبات تلائم التضاريس، محركات بحرية خارجية، والكراسي المتحركةَ ومجموعة متنوعة من محركات الاحتراق الداخليّ الصغيرة. تحتل سوزوكي المرتبة رقم 12 كأكبر مصنعي السيَّارات في العالم، وتوظف 45 ألف عامل، وتمتلك 35 موقع إنتاج في 23 دولة و133 موزع في 192 دولة. تحتل سوزوكي المرتبة رقم 1 في صناعة السيَّارات الصغيرة.

## التاريخ
في عام 1909 كون ميشيو سوزوكي [الإنجليزية] «شركة سوزوكي للأنوال» على الساحل البحري لقرية هاماماتسو اليابانية، ونمت أعماله بسرعة بصناعة الأنوال متعدد الأذرع. وفي 1929 اخترع ميتشيو نوعًا جديدًا من آلات النسيج، وصدرها للخارج، وركزت السنوات الثَّلاثينَ الأولى لشركته على تطوير وإنتاج هذه الآلات، وكانَ يهدف لصناعة أنوال أفضل وسهلة الاستخدام، وفي 1929 اخترع نوعِ جديد من آلات النول متعددة الأذرع، وسجّل سوزوكي 120 براءة اختراع، وعملت الشركة على تصنيع وتطوير هذه الآلات لثلاثين سنة.
أدرك سوزوكي وجوب تنويع نشاط الشركة وبدأ بالبحث عن منتجات أخرى، على الرَغْمِ من نجاح منتجاته. وقرَّر صناعة سيارة صغيرة وبدأَ المشروع الجديد في 1937 وفي خِلال عامين كانَ سوزوكي قد أنهى بناءً عدَّة نماذج للسيارة الصغيرة، وعملت أول سيارة بمحرك مبتكر مبرد بالسائل رباعي الأشواط رباعي الأسطوانات يولد قوة 13 حصاناً وسعته 800 سي سي (800 سم3).
توقفت خطط الإنتاج الجديدة للشركة معَ بدايةً الحرب العالمية الثانية وإعلان الحكومة أنَ سيارات الركوب المدنيَّة «سلع غير ضرورية»، وفي نهاية الحرب عادت الشركة لإنتاج الأنوال، ومع موافقة حكومة الولايات المتَّحدة تصدير القطن إلى اليابان، بدا أنَ سوزوكي تشرف على زيادة ثرواتها بزيادة الطلب من منتجي الغزل والنسيج المحليين، بيدَّ أنَ الفرحة لم تدم طويلًا حيثُ انهار سوق القطن في 1951.
في مواجهة هذا التحدي الهائل، أتجه تفكير سوزوكي مرَّة ثانية إلى المركبات، حيثُ كانَ اليابانيون بعدَ الحرب بحاجة ماسة إلى وسائل نقل شخصية موثوقة وبأسعار معقولة، وبدأت عدد من الشركات تقدم محركات تعمل بالغاز يُمكن ربطها بالدراجة العادية، وكانت أول سيارة سوزوكي بعجلتين دراجة مزودة بمحرك يسمى «باور فري»، حيثُ صممت سوزوكي «باور فري 1952» ليكون غير مكلف وسهل الإنتاج والصيانة، وكان بقوة حصان واحد ومحرك ثنائي الأشواط. وقد مكّن نظام الترس المزدوج الجديد السائق من استخدام الدواسة بمساعدة المحرك، أو بدون مساعدته، أو فصل الدواسات وتشغيل المحرك بقوة المحرك وحدها، ومنح مكتب براءات الاختراع للحكومة الديمقراطيَّة الجديدة سوزوكي إعانة ماليَّة لمواصلة البحث في هندسة الدرَّاجات النارية.

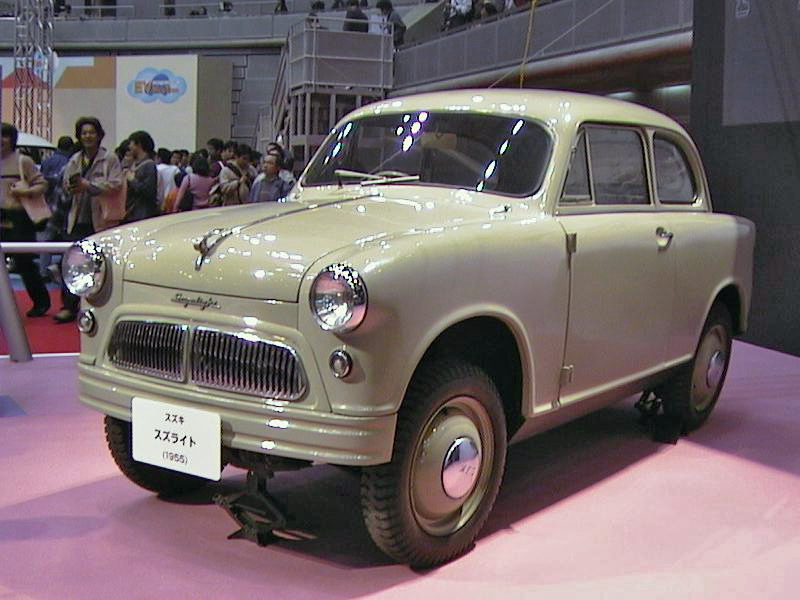
سوزولايت 1955

بحلول 1954 كانَ إنتاج سوزوكي بلغَ 6 ألف دراجة نارية شهريًا، وغيَّرت اسمها رسميًا إلى (بالإنجليزية: Suzuki Motor Co. Ltd)‏ وبعد نجاح أولى دراجاته النارية ابتكرت سوزوكي سيارة أكثر نجاحًا وهي «سوزوكي سوزولايت 1955» تعمل بالدفع الأمامي وبنظام تعليق مستقل للعجلات الأربع، وتوجيه الجريدة المسننة، وَالتي لم تكن شائعة في السيَّارات حتّى بعدَ ثلاثة عقود.

### القيادة
تأسَّست الشركة على يد ميتشيو سوزوكي. رئيسها الحاليّ هو أوسامو سوزوكي،  رابع صهر بالتبني على التوالي لإدارة الشركة.

### الجدول الزمني
بدأت شركة «سوزوكي لوم» في عام 1909 كشركة مصنعة لأنوال نسج الحرير والقطن، وكان ميتشيو سوزوكي عازمًا على صنع أنوال أفضل وأكثر سهولة في الاستخدام، وظل تركيزه لثلاثين عامًا على تطوير هذه الآلات، وتوقَّفت رغبة ميتشيو في التنويع في منتجات السيَّارات بسببِ الحرب العالمية الثانية. وقبل أنَ تبدأ في بناءً محركات رباعية الأشواط، كانت شركة سوزوكي موتور معروفة بمحركاتها ثنائية الأشواط للدراجات النارية والسيارات. وبعد الحرب صنعت سوزوكي دراجة بمحرك ثنائية الأشواط، ولكنَّ في النهاية اشتهرت الشركة بالدراجات النارية سوزوكي هايابوسا و«جي إس إكس-آر»، ومركبة لجميع التضاريس، والسيطرة على حلبات السباق حول العالم. وحتَّى بعدَ إنتاج أول سيارة في عام 1955 لم يكن لدى الشركة قسم سيارات حتّى عام 1961.
تُعدّ سوزوكي اليوم من بين أكبر شركات صناعة السيَّارات في العالم، واسما تجاريًا رئيسيًا في الأسواق المهمة، بما في ذلك اليابان والهند، ولكنَّها لم تُعدّ تبيع السيَّارات في أمريكا الشمالية.

#### 1909 إلى 1959

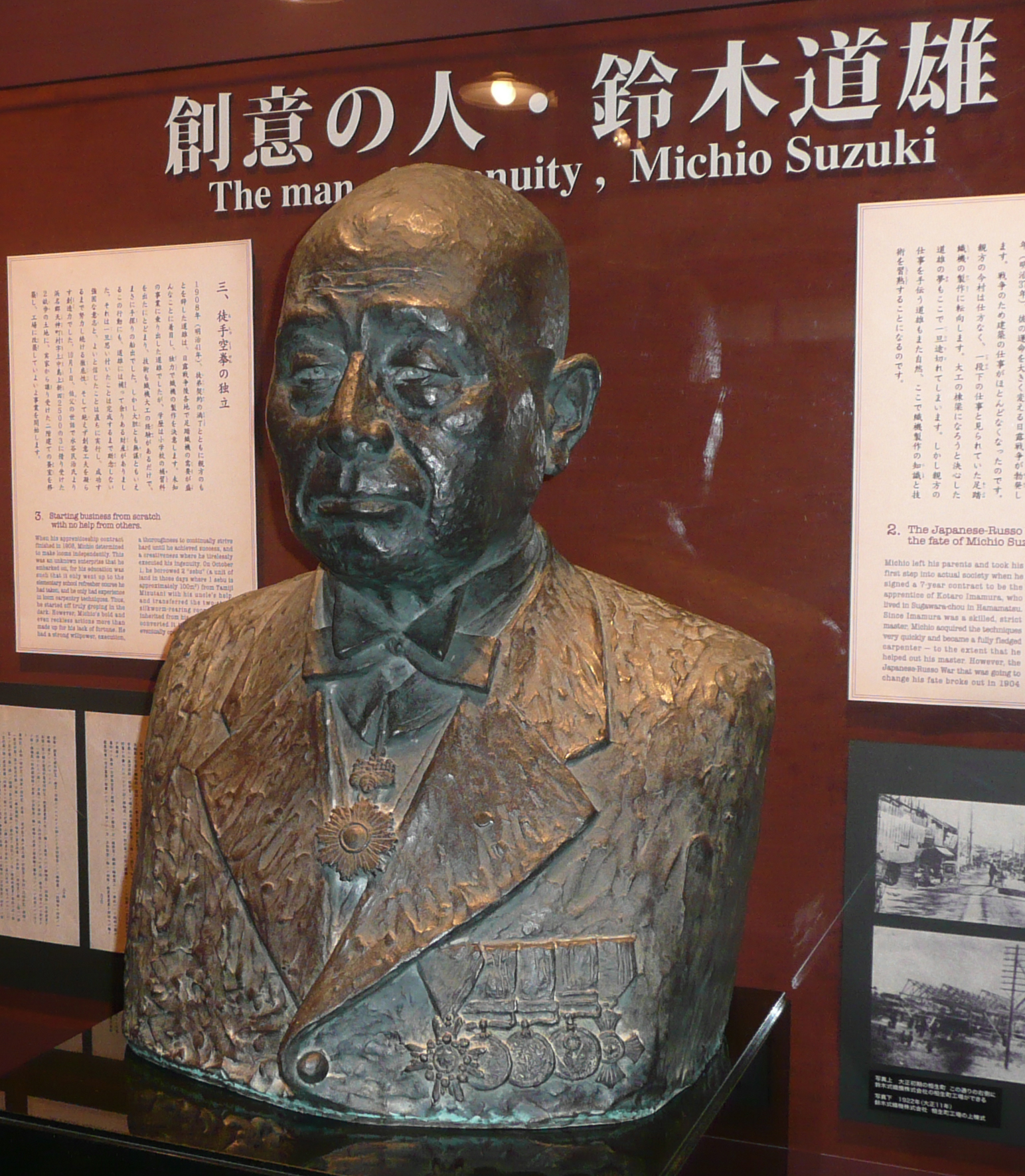
ميتشيو سوزوكي

- 1909: أسس ميتشيو سوزوكي شركة أعمال سوزوكي لوم في هاماماتسو، بمحافظة شيزوكا اليابانية.[17]
- 1920: إعادة تنظيمُ الشركة وتأسيسها برأس مال قدره 500 ألف ين ياباني باسمِ «شركة سوزوكي لوم للتصنيع»، وكان ميتشيو سوزوكي رئيسها.
- 1937: بدأت سوزوكي مشروعًا للتنويع في تصنيع السيَّارات الصغيرة، وفي غضون عامين تمَّ الانتهاء من العديد من النماذج الأولية المُبتكرة لكنّ الحكومة أعلنت أنَ سيارات الركاب المدنيَّة «سلعة غير أساسية» في بدايةً الحرب العالميَّة الثانيَّة ممَّا أحبط خطط الإنتاج.[13]
- 1940: تمَّ بناءً مصنع تاكاتسوكا في كامي مورا، هامانا غون، شيزوكا، اليابان.[18]
- 1945: إغلاق المصانع بسببِ أضرار الحرب الجسيمة، ونقل مكاتب الشركة إلى مصنع تاكاتسوكا.
- 1947: نقل المكتب الرئيسيّ إلى العنوان الحالي.
- 1949: إدراج الشركة في بورصات طوكيو وأوساكا وناغويا.
- 1950: عانت الشركة من أزمة ماليَّة بسببِ صعوبات العمل.
- 1952: تسويق دراجة آلية «خالية من الطاقة».[10][15]
- 1953: صدو دراجة بمحرك ذات دورتين «دياموند فري» بإزاحة 60 سي سي وتمَّ زيادة الإزاحة لاحقًا إلى 70 سي سي.[19]
- 1954: تمَّ تغيير اسم الشركة إلى شركة سوزوكي موتور المحدودة.
- 1955: تقديم دراجات بخارية «كوليدا كوكس» بإزاحة 125 سي سي ذات أسطوانة واحدة رباعية الأشواط، وكوليدا إس تي بإزاحة 125 سي سي ثنائية الأشواط أحادية الأسطوانة.
  - تقديم سيارة سوزولايت 360 سي سي ثنائية الشوط ذات الدفع بالعجلات الأماميّة في بدايةً عصر المركّبات اليابانيّة الصغيرة.[20]
- 1957: تعيين «ميتشيو سوزوكي» مستشاراً وابنه «شونزو سوزوكي» رئيسًا للشركة.[21]
- 1958: تمَّ اعتماد علامة S كرمز للشركة.
- 1959: إطلاق «كوليدا سيل توين» بأسطوانتين بإزاحة 125 سي سي دراجة بخارية ثنائية الأشواط مزودة ببادئ تشغيل كهربائي.
  - طرحت سوزوكي مركبة «سوزولايت تي إل» بإزاحة 360 سي سي التجاريَّة الخفيفة الجديدة كليًا ومركبة صغيرة ثنائية الأشواط.
  - في 26 سبتمبر دمر إعصار فيرا مصنع تجميع سوزوكي في خليج إيسه.[22]

#### 1960 إلى 1969
1960
- في مارس 1960 تمَّ الانتهاء من تجهيز مصنع خط التجميع الحديث الجديد لسوزوكي.[22]
- سوزوكي تدخَّل سباق الدرَّاجات النارية تحت اسم التصنيع «كوليدا» بثلاث دراجات وهي: توشيو ماتسوموتو وميتشيو ايتشينو وراي فاي، حيثُ احتَّلت المرتبة 15 و16 و18 على التوالي في سباقات كأس جزيرة مان السياحية.[23]

1961

- فصل قسم آلة النول عن شركة المحركات، باسمِ شركة سوزوكي لوم للتصنيع (بالإنجليزية: Suzuki Loom Works Co.)‏.[17]
- سوزوكي تدخَّل «آي تي 61″ بإزاحة 125 سي سي و»آر في 61″ بإزاحة 250 سي سي إلى سباق الدرَّاجات النارية جراند بريكس تحت اسم سوزوكي، [24] معَ دراجين من فريق ميتسو إيتو وهم: ميتشيو إيتشينو، وساداو ماسودا، وتوشيو ماتسوموتو، وبادي درايفر، وهيو أندرسون وألاستير كينج في المركز العاشر والثاني عشر في سباقات كأس جزيرة مان السياحية 250.[25][26]
- بدء إنتاج شاحنة سوزولايت كاري بإزاحة 360 سي سي خفيفة الوزن ثنائية الأشواط في مصنع جديد في تويوكاوا بمحافظة آيتشي اليابانية.[27]

1962

- أول انتصار في الموسم الافتتاحيّ لسباق «جراند بريكس 50 سي سي» للدراجات النارية يأتي في نهاية معركة ثلاثية بين سوزوكي وهوندا وكريدلر في كأس جزيرة مان تي تي، حيثُ ركب إرنست ديجنر آلة آر إم 62 الفائزة، وكان قد أنشق عن فريق «إم زد» بألمانيا الشرقيَّة إلى سوزوكي في العام السابق.[28][29]

1963

- فاز المتسابق الياباني ميتسو إيتو بكأس جزيرة مان، وهو أول متسابق ياباني يفوز بالمسابقة، عندما أخذ زمام المُبادرة في اللفة الأخيرة من سباق 50 سي سي بعدَ انهيار زميله في فريق سوزوكي ديجنر، وقد فازت سوزوكي ببطولتي الفارس والمصنع، في فئتيّ 50 سي سي و125 سي سي، لهذا الموسم من سباق الجائزة الكبرى للدراجات النارية.[30]
- افتتاحِ شركة تابعة في لوس أنجلوس لدخول سوق الدرَّاجات النارية الأمريكيَّة باسمِ شركة سوزوكي موتور الأمريكية.[31]

1965

- دخلت سوزوكي سوق السيَّارات ذات المحرك الخارجي بإطلاق طراز «دي 55» بقدرة 5.5 حصان، ومحرك ثنائي الأشواط.
- طرح مركبة ركاب فرونت 800 ثنائية الأشواط.[32]
- تمَّ تقديم دراجة نارية تي 20 على أنَّها «أسرع دراجة نارية بإزاحة 250 سي سي في العالم» وتستهدف السوق الأمريكيَّة ولكنَّها تحظى باهتمام عالمي.[33]

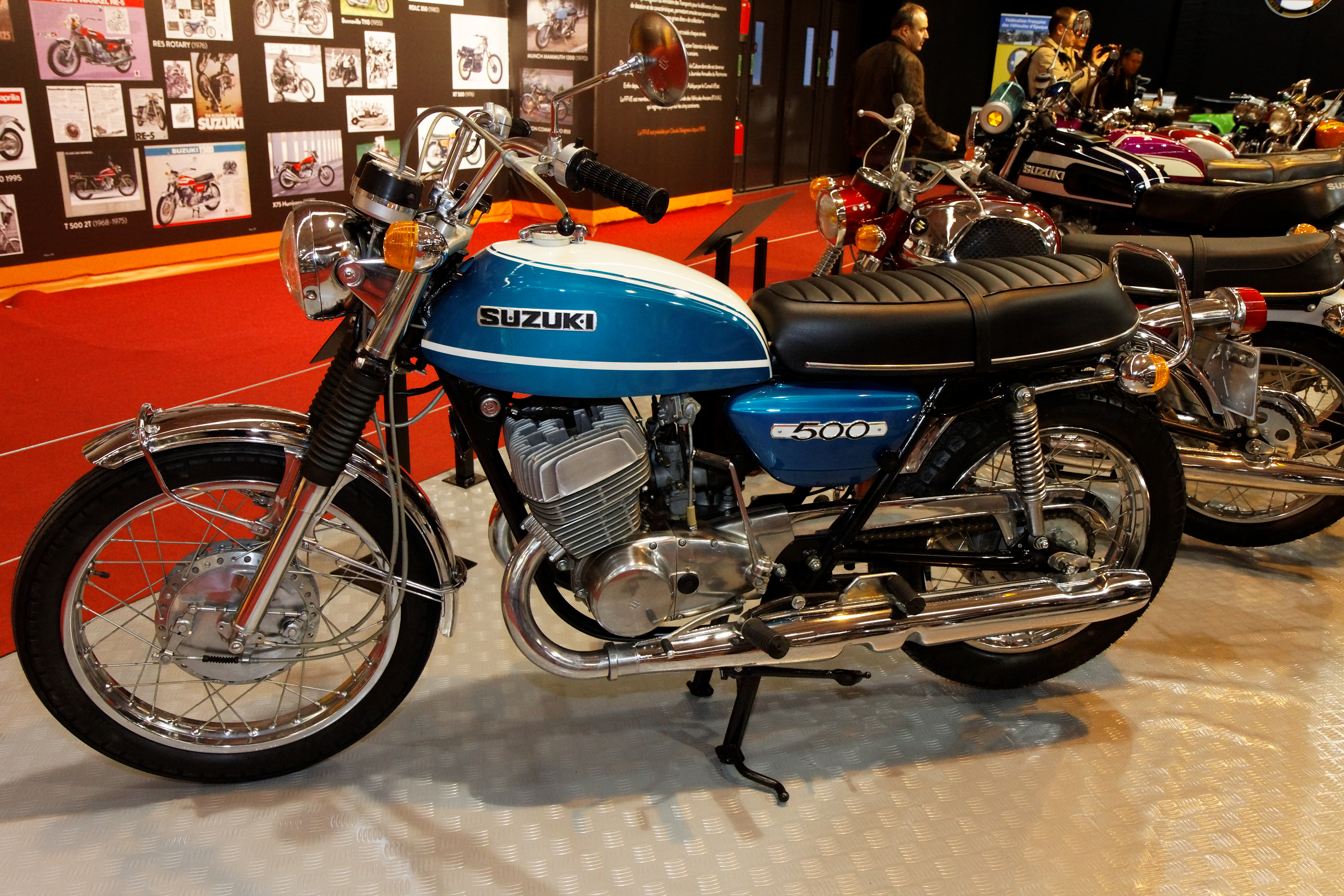
سوزوكي تي 500 في صالون دي لا موتو 2011 في باريس

#### 1970 إلى 1979

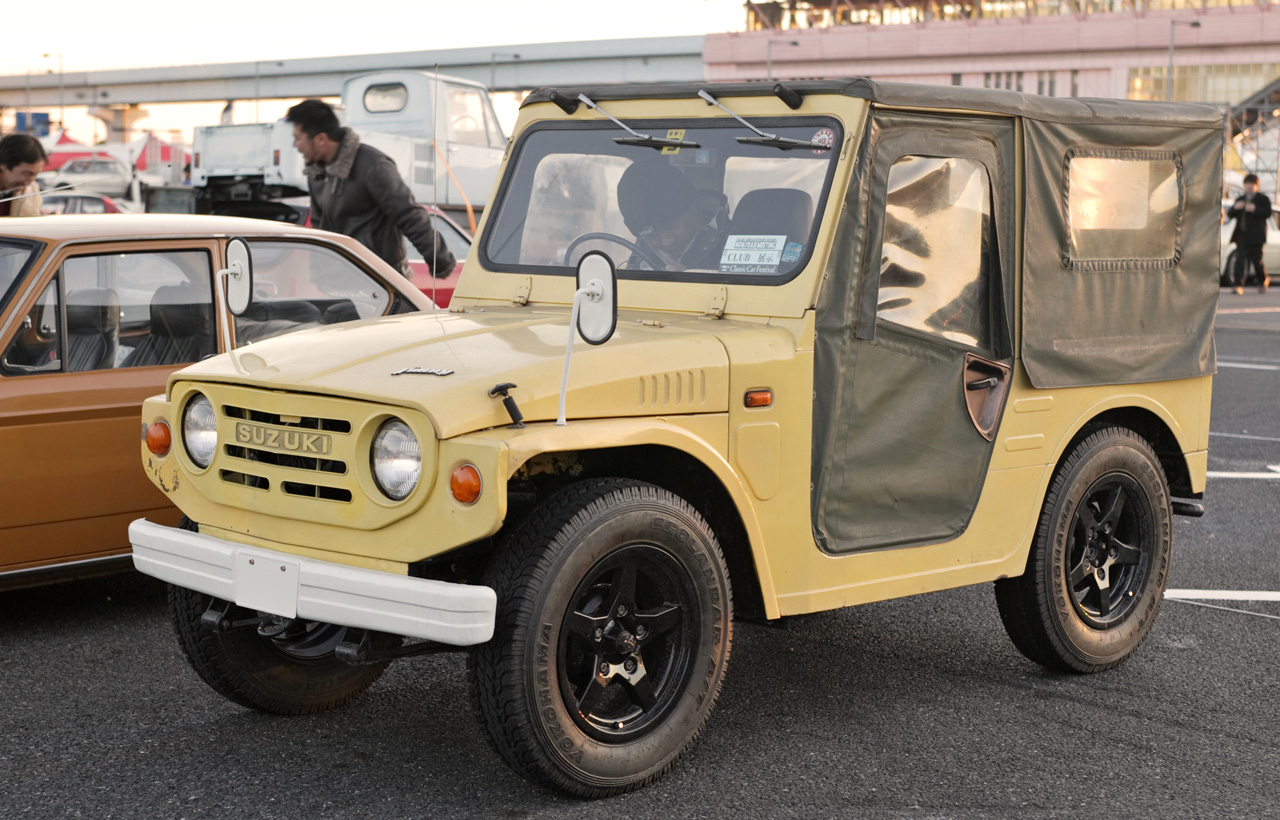
سوزوكي جيمني LJ10

- 1970: تمَّ بناءً مسبك في أوغاسا، شيزوكا، اليابان؛ وتمَّ بناءً مصنع السيَّارات في كوساي، شيزوكا.[34][35]
  - فاز فرانك وايتواي بسهولة بفئة 500 سي سي في سباق كأس جزيرة مان السياحية على دراجة نارية إنتاجية تي 500 أعدها إيدي كروكس.[36]
  - أصبحت سوزوكي جيمني إل جي 10 أول سيارة صغيرة محليّة ذات دفع رباعي بإنتاج ضخم، متوفرة في اليابان، وهي مدعومة بمحرك ثنائي الأشواط ومبرد بالهواء سعة 360 سم مكعب.[37][38]
- 1971: تمَّ بناءً مصنع إنتاج للدراجات النارية المتوسّطة والكبيرة في تويوكاوا، آيتشي، اليابان.[27]
  - جي تي 750 أول دراجة نارية بمحرك ثنائي الأشواط وثلاث أسطوانات.[39]
  - وصول موتوكروس إنتاج سوزوكي، تي إم 400، لِلمُشاركة في سباق بطولةٍ العالم للموتوكروس فئة 500 سي سي.[40]
  - أصبح متسابق سوزوكي روجر دي كوستر بطل العالم في موتوكروس فئة 500 سي سي في ماكينة مصنعه بإزاحة 396 سي سي آر إن 71، بينما أصبح زميله جويل روبرت بطل فئة بإزاحة 250 سي سي.[41]
- 1972: تأسَّست شركة تصنيع قطع غيار سوزوكي المحدودة في محافظة أكيتا، اليابان.
  - تمَّ إصدار دراجة نارية هسلر 400 ‏(تي إس 400) كنسخة الشارع من تي إم 400.
- 1973: تعيين جيتسوجيرو سوزوكي رئيساً.
  - تأسَّست شركة فرعيَّة كندية في شمال يورك، باسمِ سوزوكي كندا المحدودة، لتزويد تجَّار الدرَّاجات النارية بالآلات وقطع الغيار في كندا.
- 1974: تأسَّست شركة فرعيَّة إندونيسية في جاكرتا تحت اسم شركة بي تي سوزوكي اندونيسيا للتصنيع.
  - دخول الشركة في مجال المعدات الطبيَّة بإطلاق كرسي متحرك بمحرك سوزوكي موتور تشاير زد 600.
  - بدأَ التوسع في مجال الإسكان معَ تسويق سوزوكي هوم لنموذجين من «ميني-هاوس» الجاهزة وثلاثة أنواع من حظائر التخزين.
  - تمَّ تقديم «آر إي 5» كأول دراجة نارية يابانية (إنتاجية) بمحرك دوار في العالم.[42]
- 1975: التأخيرات في الامتثال للوائح انبعاثات السيَّارات تتسبب في صعوبات شديدة للشركة.
  - قام الموزع الفلبيني «روفينو د. أنطونيو» وشركاه بتأسيس مشروعًا مشتركًا معَ سوزوكي (اليابان) تحت اسم شركة أنطونيو سوزوكي، لتوسيع مبيعات الدرَّاجات النارية في الفلبين.[43]
  - إصدار سوزوكي جيمني طراز «إل جي 50 4x4» في أُستراليا وهي مخصصة للتصدير فقط، بمحرك مبرد بالسائل ثنائي الأشواط بإزاحة 550 سي سي.[44]
  - تقديم آر إم 125 كنسخة إنتاجية من آلة العمل RA75 التي فاز بها غاستون راهير ببطولة العالم للموتوكروس 125 سي سي. من عام 1975 إلى عام 1984، حيثُ سيطرت سوزوكي على هذه الفئة لمدَّة 10 سنواتٍ متتالية معَ جاستون راهير وأكيرا واتانابي وهاري إيفرتس وإريك جيبورز وميشيل رينالدي.
  - بدأت باكستان تجميع سيارات سوزوكي لأول مرَّة خارج اليابان، [45] حيثُ تمَّ شحن مجموعات التجميع من ST90 كاري وسوزوكي جيمني، وكلاهما معَ محركات بإزاحة 800 سي سي.[46] وتمَّ الإنتاج والمبيعات من قبل كيانين محليين (سيند للهندسة ونايا داور موتور) تحت رعاية شركة السيَّارات الباكستانية.
- 1976: إطلاق دراجات نارية من سلسلة GS، تُعدّ «جي إس 750» و«جي إس 400» أول ماكينات رباعية الأشواط من سوزوكي منذُ 20 عامًا.
  - يدخل بوبس يوشيمورا «جي إس 750» لأول مرَّة في سلسلة AMA Superbike، ويفوز في حلبة لاغونا سيكا.[47] وفوز باري شين ببطولة العالم 500 سي سي لسوزوكي
- 1977: الظهور الأول لمركبة سرفو الصغيرة ثنائية الأشواط للسوق المحلي، وصدرت نسخة تصدير في العام التالي بمحرك رباعي الأشواط.
  - حصلت LJ80 الأخيرة من سلسلة إل جي اتيليتي 4x4 على محرك رباعي الأشواط مبرد بالماء سعة 800 سم مكعب ويتمّ تصديره إلى أُستراليا وأوروبا في العام التالي.[48] وفوز باري شين بطولةٍ العالم 500 سي سي لسوزوكي للمرة الثانية.
- 1978: تعيين أوسامو سوزوكي رئيساً.
  - أصبح الطراز الرئيسيّ لسلسلة جي إس طراز «جي إس 1000 إي» متاحًا كأول ماكينة سوزوكي سعة 1 لتر.
  - فازت سيارة يوشيمورا «جي إس 1000» التي يركبها مايك بالدوين وويس كولي بأول سباق Suzuka على الطريق لمدَّة 8 ساعات.
- 1979: طرح مركبة ألتو صغيرة ثنائية الأشواط. التي حقَّقت نجاحًا هائلاً، ودفعت سوزوكي إلى المركز السابع بين مصنعي السيَّارات والشاحنات اليابانية، وساعدت الشركة في موقفها التفاوضي عندما ارتبطت لاحقًا بشركتي إيسوزو وجنرال موتورز.[49]

#### 1980 إلى 1989

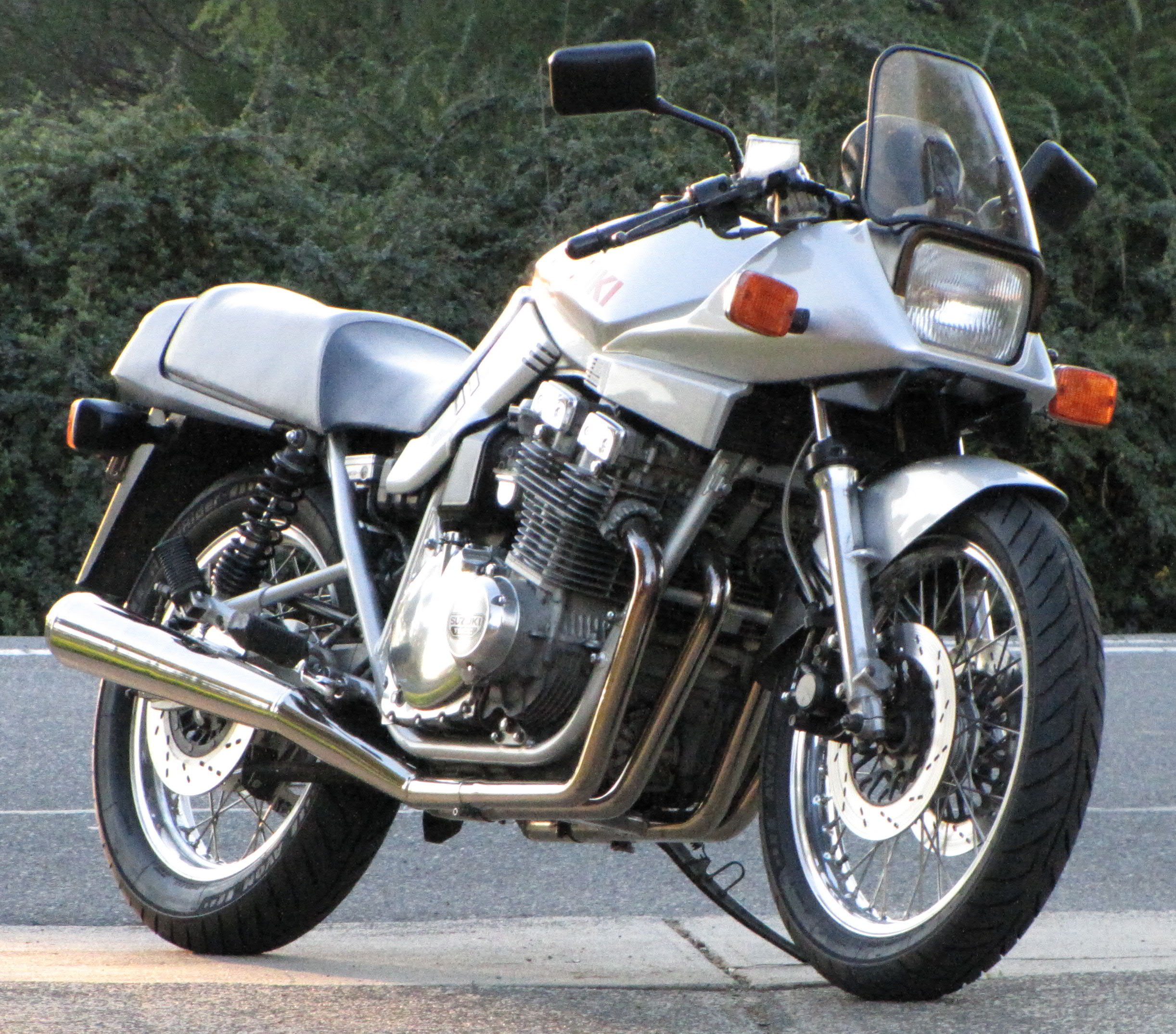
سوزوكي كاتانا "جي إس إكس 1100"

- 1980: تأسيس «سوزوكي أُستراليا بي تي واي. المحدودة» في سيدني، أستراليا.[50]
  - سوزوكي تدخَّل مجال المحرك للأغراض العامَّة من خِلال تسويق ثلاثة نماذج لمولدات الطاقة الكهربائية.[51]
  - إطلاق سلسلة GSX للدراجات النارية بمحركات رباعية الأشواط وأربعة صمامات.[52]
- 1981: بلغَ إجمالي المبيعات (بما في ذلك الشركات التابعة) للسنة المالية 500 مليار ين.
  - إعلان جنرال موتورز وإيسوزو موتورز عن تعاونهما معَ شركة سوزوكي موتور في إنتاج وتسويق «سيارات صغيرة» جديدة، وعن شراء جنرال موتورز حصّة 5.3٪ في سوزوكي.[53][54]
  - ظهور RG جاما ‏(RG Γ) لأول مرَّة في سباق الجائزة الكبرى للدراجات النارية، حيثُ فازت سوزوكي بلقب الشركة المصنعة السادسة على التوالي، وراكب سوزوكي ماركو لوتشينيلي يصبح بطل فئة 500 سي سي.[55]
  - بدء إنتاج الجيل الثاني من سيارات الدفع الرباعي ذات المحرّكات سعة 1 لتر؛ تمَّ تصميم إس جي 410 للتصدير وبيعها مثل سوزوكي جيمني في كندا، وجيمني 1000 في بعض الأسواق.[38][56][57]
- 1982: بلغَ إجمالي إنتاج الدرَّاجات النارية في مصنع توياما 5 ملايين وحدة.
  - فوز الإيطاليّ فرانكو أونسيني على متن دراجة نارية ببطولة جراند بريكس فئة 500 سي سي، وفوز سوزوكي بلقب الشركة المصنعة للسنة السابعة على التوالي.
  - حصل ماسارو ميزوتاني على المركز الأول في سبعة أحداث متتالية وفاز ببطولة سباق عموم اليابان على الطريق للفئة 500 سي سي.[58]
  - أنشأت سوزوكي بشراكة معَ الحكومة الهندية شركة ماروتي سوزوكي كمشروع مشترك لإنتاج وتوزيع السيارات.[59]
  - وقَّعت الشركة عقد شراكة تكنولوجي معَ شركة لاند روفر سانتانا بإسبانيا.
  - بدأَ إنتاج السيَّارات في شركة باك سوزوكي موتور المحدودة في كراتشي، باكستان.[60] وهو مشروع مشترك معَ شركة باكستان للسيّارات (باكو)، تمَّ تأسيس باك سوزوكي في سبتمبر 1982 باسمِ أوامي للسيّارات المحدودة.[61][62]
  - ظهور مركبة ألتو الصغيرة الجديدة لأول مرة.
  - إطلاق أول سيارة دفع رباعي لجميع التضاريس كوادرنر 125 لتدخل عصر السيَّارات ذات الأربع عجلات ويحول صناعة أي تي في.[63]

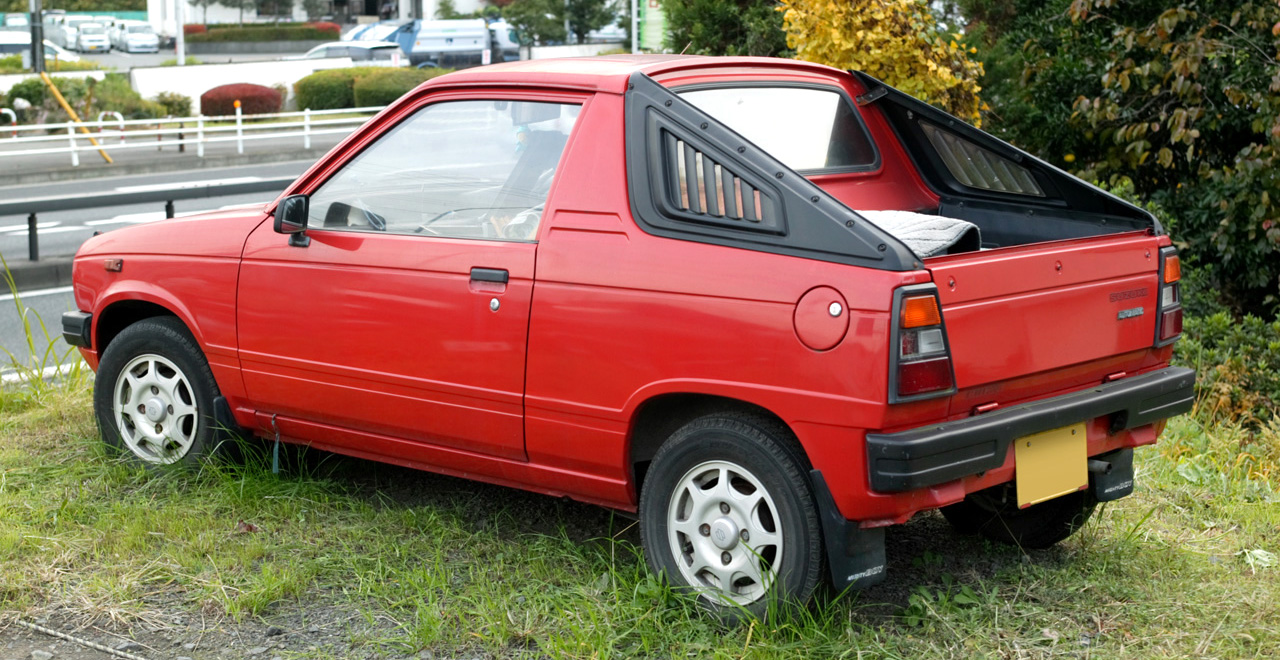
سوزوكي مايتي بوي

- 1983: تنحي جيتسوجيرو سوزوكي عن رئاسة الشركة.[51]
  - تمَّ بناءً مصنع كوساي الثاني لسيارات شيزوكا للسيّارات المدمجة.[34]
  - تمَّ إصدار الدراجة النارية آي جي 250Γ كأول نسخة متماثلة كاملة من سيارات السباق، معَ تقنية مطورة لحلبات السباق.[64]
  - إطلاق السيارة التجاريَّة الصغيرة ميفتي بوي بإزاحة 550 سي سي ذو 4 دورات.
  - الظهور الأول لسيارة كالتوس (سويفت / فورسا / SA310) سعة 1 لتر.[65]
  - بدأَ إنتاج سيارات سوزوكي في شركة ماروتي أوديوغ المحدودة في نيودلهي الهند.

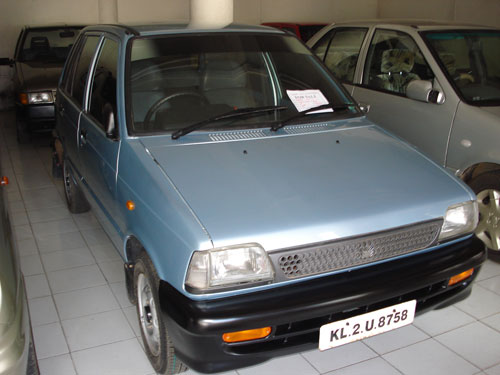
ماروتي 800 / سوزوكي مهران التي تمَّ تصنيعها وبيعها في الهند بواسطة ماروتي سوزوكي وتجميعها وتوزيعها في باكستان بواسطة سوزوكي موتور

- 1984: تأسَّست سوزوكي نيوزيلندا المحدودة في وانجانوي، نيوزيلندا. وتأسست سوزوكي فرنسا إس إيه في تراب بفرنسا. وتأسست سوزوكي موتور جي إم بي إتش دويتشلاند في مدينة هيبنهايم بألمانيا.[51]
  - بدأت سوزوكي في تصدير كالتوس إلى شركة جنرال موتورز الأمريكيَّة لصناعة السيارات.[66]
  - تمَّ إصدار إس جي 4x4 طراز مطور بمحرك رباعي الأسطوانات سعة 1.3 لتر وعلبة تروس بخمس سرعات، وبيع سوزوكي جيمني في السوق الأمريكيَّة في العام التالي.[67][68][69]
  - سوزوكي توقع عقد مساعدة فنية لإنتاج السيَّارات معَ شركة الصين الوطنيَّة للاستيراد والتصدير لتكنولوجيا الطيران.
  - طرح دراجة نارية «جي إس إكس-آر 750» بمحرك DOHC رباعي الأسطوانات ومبرد بالزيت.[70]
- 1985: وصلت المبيعات الإجماليّة لشركة ألتو في اليابان إلى مليون وحدة.[71]
  - تأسَّست شركة سوزوكي الأمريكيَّة للسيّارات في بريا، كاليفورنيا. وقدمت سوزوكي جيمني في الولايات المتَّحدة الأمريكية.[72][73]
  - توقع الشركة عقد ارتباط فني لإنتاج الدرَّاجات النارية معَ شركة جينان تشينغ للدراجات النارية في الصين.[74]
  - بدء إنتاج سيارات سوزوكي في سانتانا، إسبانيا من مصنع ليناريس.
  - بدء إنتاج سكوتر Avello SA في إسبانيا.[75]
- 1986: تأسيس شركة سوزوكي موتور الأمريكيَّة في بريا بولاية كاليفورنيا لتوحيد عملياتها في الولايات المتَّحدة الأمريكية.
  - سوزوكي تتوصل إلى اتفاقية معَ شركة جنرال موتورز الكندية للتعاون في تأسيس شركة مشتركة.[76]

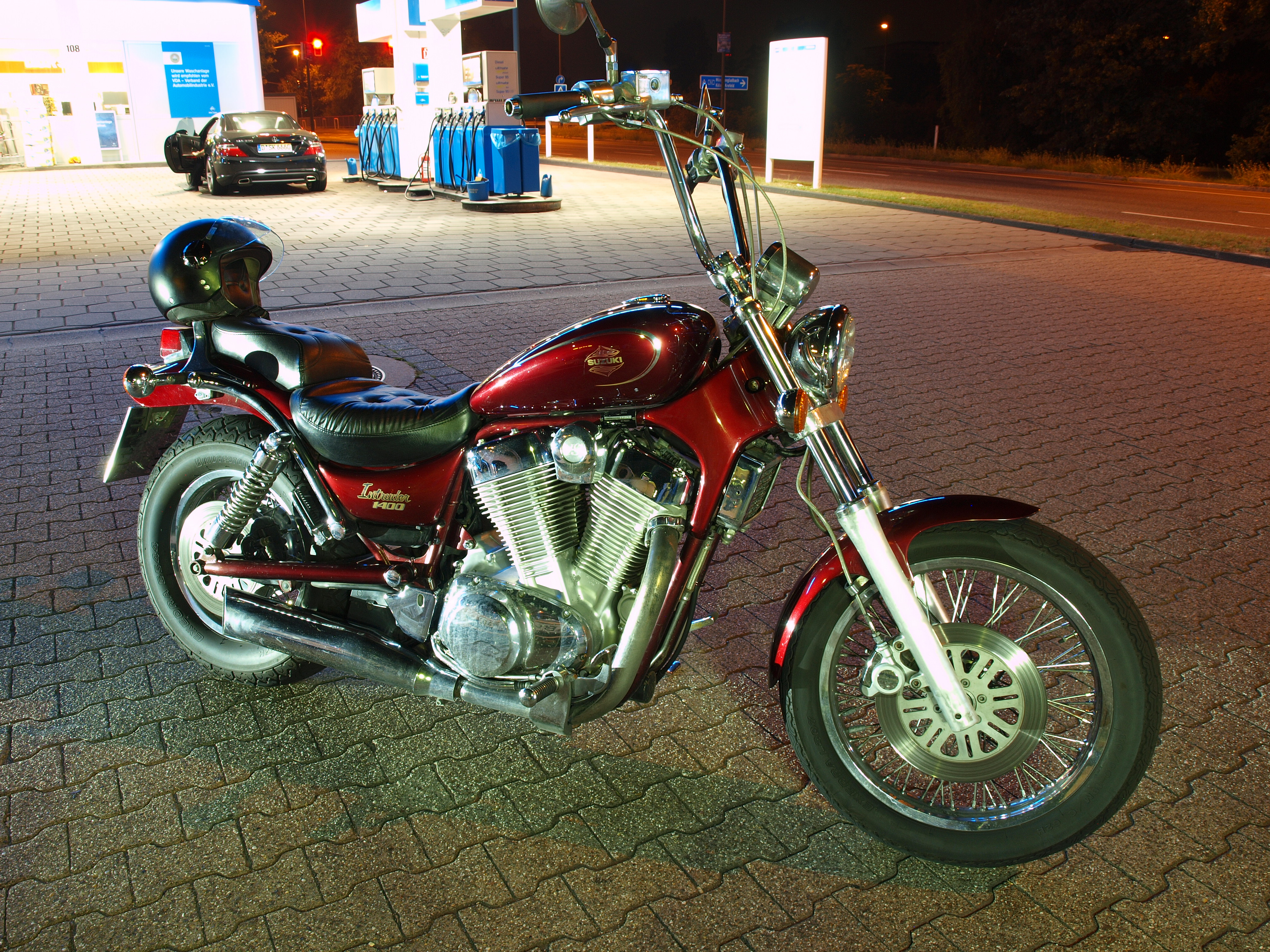
سوزوكي VS 1400

- 1987: بلغَ إجمالي صادرات السيَّارات من اليابان 2 مليون وحدة، ووصول المبيعات العالميَّة السنويَّة للسيّارات إلى مليون وحدة.[51]
  - بدأَ إنتاج كالتوس / سويفت في كولومبيا.
  - سوزوكي تتوصل إلى اتفاقية معَ شركة مازدا موتور للتعاون في إنتاج السيَّارات الصغيرة.[77]
- 1988: الظهور الأول لسيارة إسكودو (فيتارا / سايدك) سعة 1.6 لتر، رباعية الدفع، [78]
  - تزعم مجلّة نشرها اتِّحاد المستهلكين أنَ سيارة ساموري 4x4 معرضة للانقلاب، وترفض إدارة السلامة الوطنية على الطرق العامة طلبات استدعاء سوزوكي جيمني.[68][69][79]
  - سويفت تبدأ المبيعات في الولايات المتحدة.
- 1989: بلغَ الإنتاج الإجمالي للسيّارات 10 مليون وحدة.
  - بدأَ إنتاج سيارات سوزوكي في شركة كامي للسيّارات في أونتاريو، كندا.[80]
  - بدء مبيعات سوزوكي فيتارا في الولايات المتحدة.

#### 1990 إلى 1999

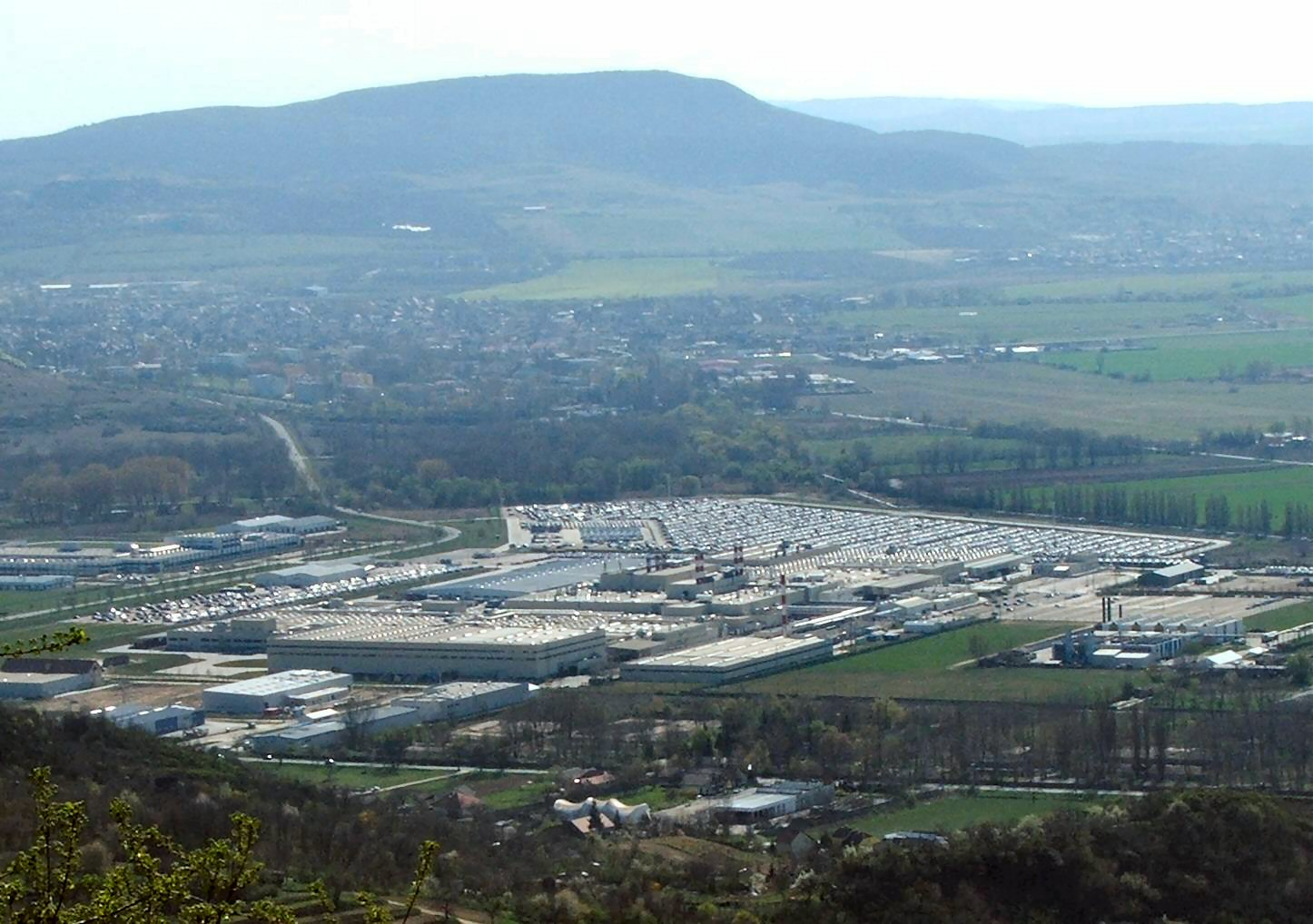
"جوهرة في عالم سوزوكي." تم بناء المصنع في ازترغوم، المجر على مساحة

- 1990: الشركة تغيُّر اسمها إلى شركة سوزوكي موتور كوربوريشن (بالإنجليزية: Suzuki Motor Corporation)‏‏.[82]
  - ترقية معايير سيارة كي، وإطلاق سيارات صغيرة جديدة وفقًا لأحدث المواصفات: زيادة سعة المحرك إلى 660 سم مكعب؛ امتد الطول الإجمالي إلى 10.8 قدم (3.3 م).[83]
- 1991: إجمالي المبيعات يصل إلى 1 تريليون ين.
  - سوزوكي توقع عقد إنتاج سيارة في المجر، لتأسيس شركة مجيار سوزوكي.[81][84]
  - بدء إنتاج سيارات سوزوكي في كوريا من خِلال شراكة تقنية معَ شركة دايو لبناء السفن والمُعدّات الثقيلة المحدودة.[85]
  - الظهور الأول لكابتشينو ميني (بالإنجليزية: Cappuccino mini)‏ القابل للتحويل ذو المقعدين.[86]
- 1992: بدء إنتاج سيارات سوزوكي في المصنع الجديد لشركة باك سوزوكي موتورز في كراتشي، باكستان.
  - بدء إنتاج وبيع سيارات سوزوكي الهنغارية الصنع.
  - أصبحت سوزوكي شريكًا بنسبة 50٪ في ماروتي سوزوكي.[87]
- 1993: إجمالي إنتاج الدرَّاجات النارية في شركة سوزوكي موتور التايلاندية المحدودة يصل إلى 2 مليون وحدة.
  - بدء إنتاج / مبيعات سيارات الركوب في سوزوكي مصر ش.م.م.
  - سوزوكي توقع عقود مشروع مشترك لإنتاج سيارات الركوب والدرّاجات النارية في الصين.[88][89]
  - الظهور الأول لعربة «واجون آر ميني» وفازت بجائزة سيارة العام لعام 1993.[90][91]
- 1994: وصل إجمالي المبيعات لسيارات سوزوكي في اليابان إلى 10 ملايين وحدة.
  - وصل إجمالي إنتاج شركة ماروتي سوزوكي في الهند إلى مليون وحدة.[92]
  - توافق سوزوكي وإيسوزو موتورز المحدودة على حل شراكة أعمالهما.
- 1995: وصل إجمالي مبيعات مركبات سوزوكي الصغيرة في اليابان إلى 10 ملايين وحدة، وبلغ إجمالي صادرات الدرَّاجات النارية من اليابان 20 مليون وحدة.
  - انسحاب سوزوكي من شراكة رأس المال معَ «سانتانا سا» في إسبانيا، لكنّّها تواصل التعاون الفني المتعلق بالسيارات.[93]
- 1996: وصلت مبيعات كاري الإجماليّة في اليابان إلى 3 ملايين وحدة.
  - بدأت شركة سوزوكي الفيتنامية في إنتاج الدرَّاجات النارية والسيَّارات في منطقة بين هوا الصناعية.[94][95][96]
  - بدأَ إنتاج دراجات سوزوكي النارية في جينان تشينغكي سوزوكي للدراجات النارية المحدودة، الصين.[74]
- 1997:
  - فوز محرك رباعي الأشواط بجائزة الابتكار في معرض ومؤتمر التجارة البحرية الدوليَّة (IMTEC) في شيكاغو.[97][98]
  - شركة سوزوكي موتور الأمريكيَّة تتهم علنًا اتِّحاد المستهلكين بتزوير نتائج اختبار 1988 لسيارة ساموري 4x4، بِاستخدام شريط فيديو تمَّ الحصول عليهِ من خِلال المحكمة.[99][100]
  - سوزوكي إلى محكمة التحكيم الدولية بشأن تعيين الحكومة الهنديَّة لمدير تنفيذي كبير في شركة ماروتي سوزوكي.[101]

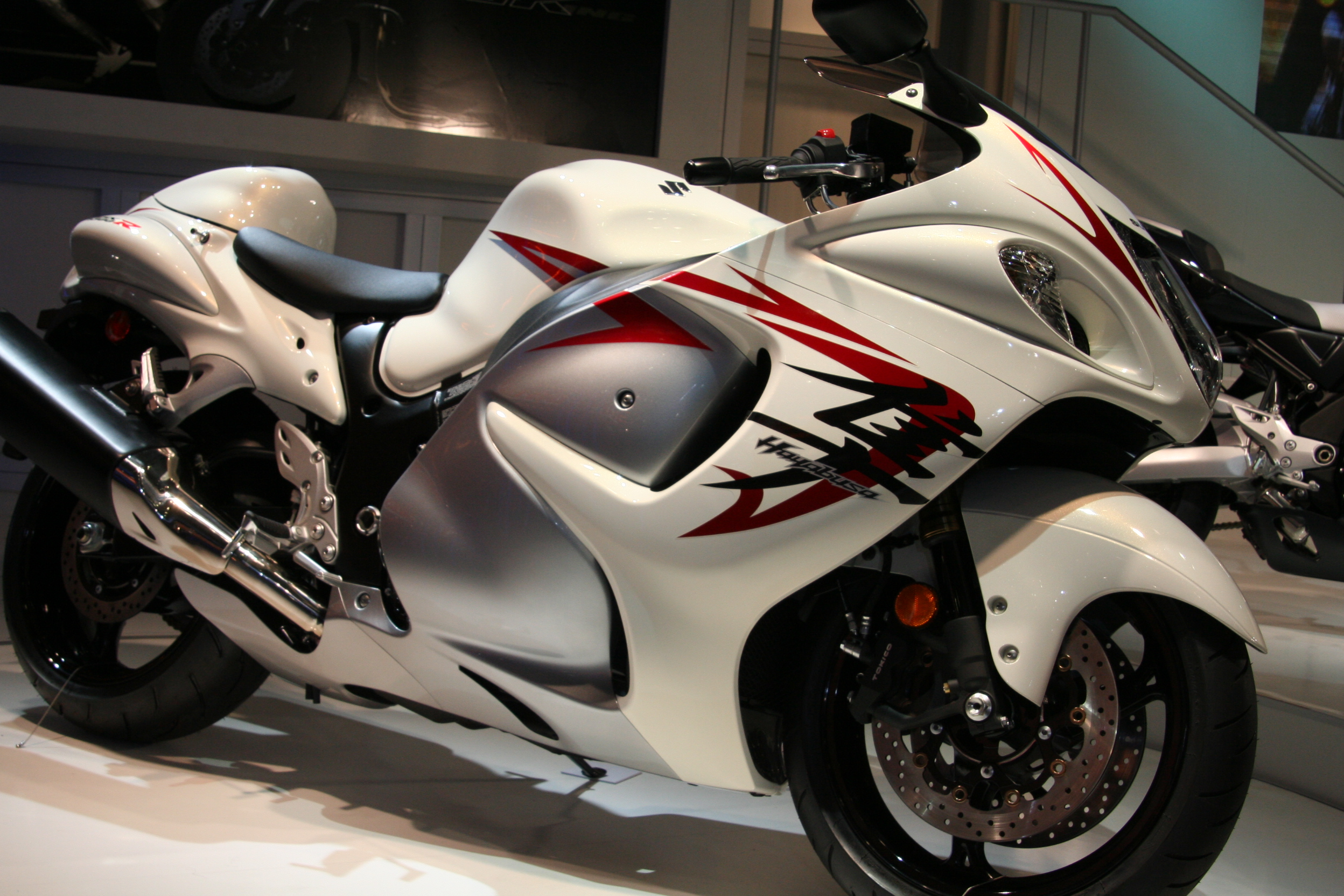
سوزوكي هايابوسا "جي إس إكس-آر 1300"

- 1998: اتفقت سوزوكي وجنرال موتورز على التطوير المشترك للمركّبات المدمجة، واتفقت الشركتان على تعزيز علاقاتهما التجاريَّة وتشكيل تحالف استراتيجي. وتُرفع جنرال موتورز حصَّتها في سوزوكي من 3.3٪ إلى 10٪.[102]
  - تسوية نزاع سوزوكي والحُكومة الهنديَّة حول تعيين الحكومة الهنديَّة لمدير تنفيذي كبير في شركة ماروتي أوديوغ المحدودة.[103]
  - بدأت شركة تشانجان سوزوكي للسيّارات المحدودة إنتاج سيارات الركاب في مدينة تشونغتشينغ بالصين.[104]
  - افتتاحِ مصنع جديد في يانغون في مشروع مشترك جديد معَ حكومة ميانمار.[105][106][107]
  - طرح GSX 1300R سوزوكي هايابوسا وهي أسرع دراجة نارية إنتاجية في فترة 1999-2000.[108][109][110]
  - «ريوساكو ريك سوزوكي»حفيد ميتشيو سوزوكي يصبح رئيسًا لشركة سوزوكي موتور الأمريكية.[111][112]
- 1999: وصل إجمالي إنتاج الدرَّاجات النارية إلى 40 مليون وحدة، وبلغ إجمالي مبيعات واجون آر في اليابان مليون وحدة.[82]
  - حصلت شركة سيارات تشانغهي سوزوكي على المُوافقة الرسميَّة من الحكومة الصينيَّة لإنتاج المركّبات التجارية.
  - تُشكِّل جنرال موتورز الأرجنتين وسوزوكي موتور كوربوريشن تحالفًا صناعيًا وتجاريًا توزع بموجبه شركة جنرال موتورز في الأرجنتين جميع منتجات سوزوكي للسيارات.[113]

#### 2000 إلى 2009
- 2000: احتفلت الشركة بالذكرى الثمانين لتأسيسها.[114]
  - وصل إجمالي إنتاج السيَّارات في مصنع كوساي إلى 10 ملايين وحدة.
  - بدأَ إنتاج سيارات سوزوكي في جنرال موتورز الأرجنتين.
  - جنرال موتورز ترفع حصَّتها في شركة سوزوكي موتور إلى 20 بالمائة.[115]
- 2001: وصلت المبيعات العالميَّة الإجماليّة لسوزوكي جيمني إلى 2 مليون وحدة، وبلغ إنتاج ألتو 4 ملايين وحدة.[116]
  - سوزوكي تحقق هدف «المستوى الصفري» لنفايات مكب النفايات.
  - تمَّ تقديم سيارة اريو المدمجة في معرض جنيف للسيارات.[117][118]
  - شركة سوزوكي موتور (اليابان) وشركة سوزوكي موتور الأمريكيَّة (بالإنجليزية: American Suzuki Motor Corp)‏ اشتركتا في إنشاء «شركة سوزوكي للتصنيع الأمريكية» (بالإنجليزية: Suzuki Manufacturing of America Corporation)‏‏ (SMAC) لبناء مركبات لجميع التضاريس للبيع في الولايات المتَّحدة وكندا، وكذلك للتصدير.[119]
- 2002: تحقيق مبيعات تراكمية للسوق العالميّ بلغت 30 مليون سيارة.[120]
  - طرح سكوتر شوينوري منخفض التكلفة.[121]

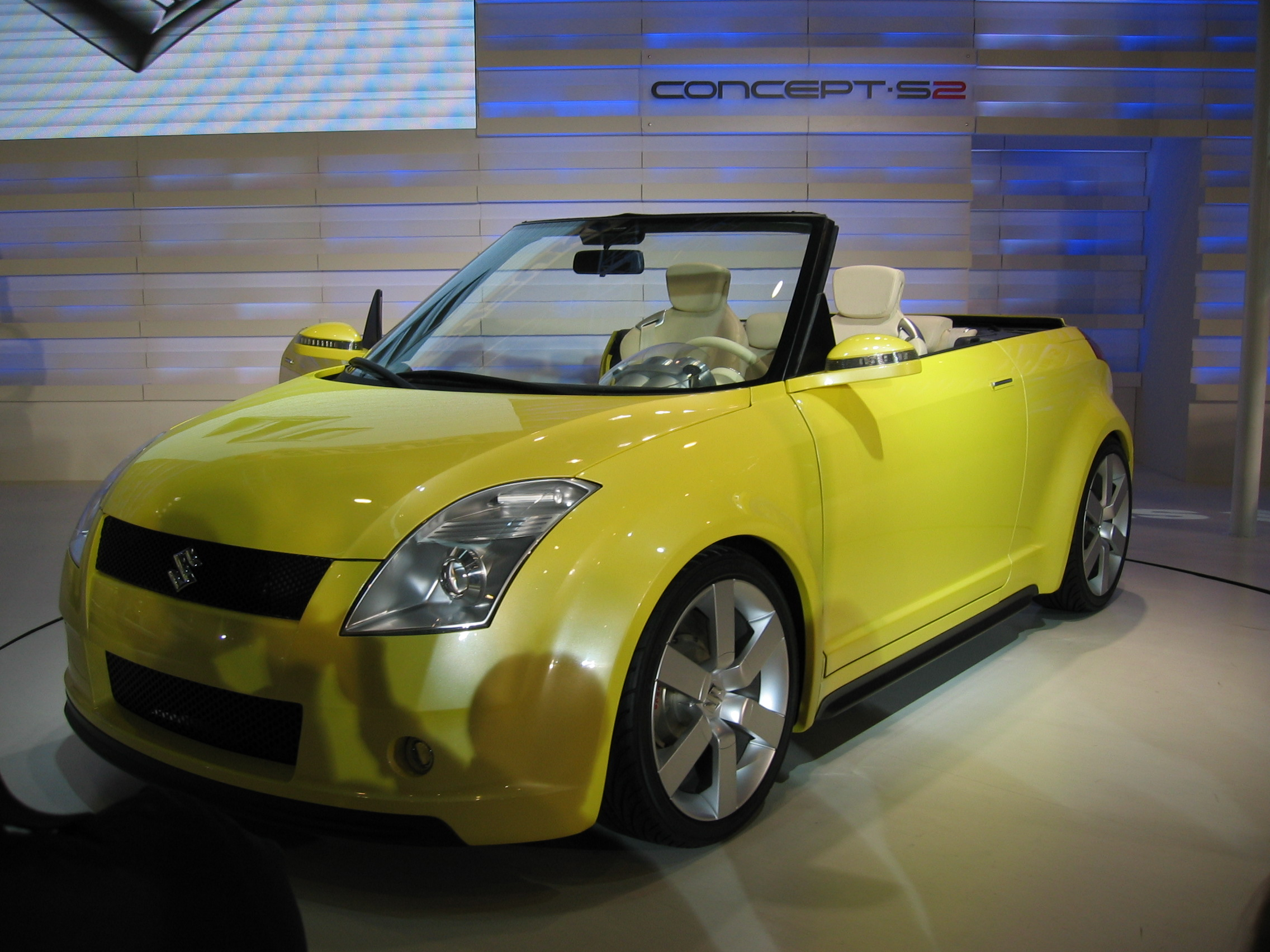
تستعرض Suzuki's Concept S2 الجيل الثاني من Swift في معرض أوساكا للسيارات 2003

- - افتتحت SMAC منشأة التصنيع الأمريكيَّة الوحيدة لسوزوكي في روما، جورجيا وبدأت في إنتاج سلسلة Eiger من مركبة لجميع التضاريس.[122][123][124]
- 2003: احتَّلت سوزوكي المرتبة الأولى في مبيعات سيارات كي للسنة الثَّلاثينَ على التوالي في اليابان.[125]
  - إطلاق سيارة توين وهي أول سيارة كي هجينة يتم إطلاقها في اليابان.[126]
  - أعلنت شركة سوزوكي موتور وشركة «فيات أوتو إس بي» عن تطوير وإنتاج سيارة رياضية متعددة الاستخدامات مدمجة في مجيار سوزوكي.
- 2004: وصلت مبيعات السيَّارات المحليَّة الإجماليّة إلى 15 مليون وحدة.[127]
  - بعدَ ثماني سنواتٍ ظهرت الدعوى القضائيَّة لاتحاد المستهلكين حول مراجعة إحدى المجلات التي قالت إنَّ سيارة السوزوكي جيمني 4x4 سهلة الانقلاب خارج المحكمة.[128][129]
  - الظهور الأول لسيارة سويفت المدمجة من الجيل الثاني في معرض باريس للسيارات.[130]
- 2005: بلغَ الإنتاج الإجمالي للسيّارات في شركة ماروتي سوزوكي 5 ملايين وحدة، كما وصل إجمالي إنتاج الدرَّاجات النارية في إندونيسيا إلى 5 ملايين وحدة.[131]
  - قدمت الشركة فلسفة علامتها التجاريَّة التي طُورت مؤخرًا في معرض جنيف الدوليّ الخامس والسبعين للسيارات، وعبر عنها في شعار «طريقة الحياة!».[132]
  - فازت سويفت الجديدة بجائزة أفضل سيارة للعام 2005-2006 في اليابان، وحصلت على جائزةً سيارة العام آر جي سي لعام 2006.[133]
- 2006: تمَّ تقديم إس إكس فور ميني كروس أوفر في معرض جنيف للسيارات، كما تمَّ تقديم سوزوكي إرتيجا كروس أوفر 4x4 في معرض نيويورك الدولي للسيارات.[134][135][136]
  - باعت جنرال موتورز 92.36 مليون سهم من أسهم شركة سوزوكي موتور وخفضت حصَّتها إلى 3٪ من إجمالي الأسهم.[137][138]
- 2007: وصل إجمالي مبيعات السيَّارات المحليَّة إلى 15 مليون وحدة.[139]
  - قالت الشركة أنَ ماروتي سوزوكي ستقوم ببناء سيارة هاتشباك مدمجة ألتو في الهند للتصدير في جميع أنحاءِ العالم.[140]
  - أعلنت شركتا شركة نيسان أمريكا الشماليَّة وشركة سوزوكي موتور عن بناءً شاحنة بيك أب متوسطة الحجم (على أساس نيسان فرونتير) في مصنع نيسان سميرنا، تينيسي لتبيعها سوزوكي في أمريكا الشمالية.[141]
- 2008: جنرال موتورز تتخلى عن حصَّتها المُتبقية البالغة 3٪ في سوزوكي.[142][143]
  - عرضُ «سوزوكي سوزوكي هوم» في معرض شيكاغو للسيّارات [144][145]
  - تنحي «ريك سوزوكي» عن منصب رئيس مجلس إدارة شركة سوزوكي موتور الأمريكية، بسببِ ضعف المبيعات وضعف الأرباح في الولايات المتحدة.[112][146][147]
- 2009: الذكرى المئوية لاسم ماركة سوزوكي.[148]
  - بدأت سوزوكي بتسويق أول شاحنة بيك آب إنتاجية تُسمى سوزوكي هوم.[149]
  - أعلنت فولكس فاجن وسوزوكي عن إقامة شراكة إستراتيجيَّة عالمية. وعن شراء مجموعة فولكس فاجن حصّة 20٪ في شركة سوزوكي موتور.[150][151]
  - نوفمبر: سوزوكي تفتح مصنع على مساحة تبلغ 650.000 م2.‏ في محافظة رايونغ في تايلاند بإستثمار بلغَ 20 مليار ين لإنتاج السيَّارات البيئيَّة في مارس 2012.[152]

#### 2010 إلى 2015
- 2010: وصلت المبيعات الإجماليّة لسيارات سوزوكي في اليابان إلى 20 مليون وحدة.[153]
  - يناير: أكملت مجموعة فولكس فاجن شراء 19.9٪ من أسهم سوزوكي غير المُسيطرة [154] ولم يدم هذا الأمر طويلاً حيثُ أتهمت سوزوكي فولكس فاجن بعدم مشاركة التِّكنولوجيا الموعودة بينما اعترضت فولكس فاجن على صفقة اشترت فيها سوزوكي محركات ديزل من فيات.[155] وقد أمرت محكمة تحكيم دولية شركة فولكس فاجن ببيع الحصة إلى سوزوكي، ودفعت سوزوكي 3.8 مليار دولار لإكمال إعادة شراء الأسهم في سبتمبر 2015.[156]
  - تمَّ إغلاق مصنعها في يانغون، بورما، بعدَ انتهاء المشروع المشترك معَ الحكومة بين عاميّ 1998 و2010.[105]
- 2011: أعلنت سوزوكي أنَ إندونيسيا ستصبح قاعدة إنتاج إقليمية باستثمارات تصل إلى 800 مليون دولار خِلال السنوات القليلة القادمة.[157]
  - فبراير: أحتفلت شركة سوزوكي للتصنيع الأمريكيَّة ‏(SMAC) بالذكرى السنويَّة العاشرة لإنشاء مصنعها في روما، جورجيا وبلوغ المبيعات 1.4 مليار دولار في العقد الماضي.[158]
  - نوفمبر: أنهت سوزوكي شراكتها معَ فولكس فاجن وفقًا لشروط الاتفاقية، وبدأت إجراءات التحكيم لإعادة أسهم سوزوكي التي تحتفظ بها مجموعة فولكسفاغن.[159][160][161]

- 2012: وصلت المبيعات المحليَّة الإجماليّة في الهند لشركة ماروتي سوزوكي (بالإنجليزية: Maruti Suzuki)‏ إلى 10 ملايين وحدة، حيثُ تصل المبيعات المحليَّة الإجماليّة للمركّبات الصغيرة في اليابان إلى 20 مليون وحدة.[162]
  - يناير: أعلنت سوزوكي عن خطط لبناء مصنع جديد للمحركات ليكون ثالث مصنع في إندونيسيا لسوق جنوب شرق آسيا سريع النمو، وأنفقت سوزوكي 10 مليارات ين (130 مليون دولار) على موقع بمساحة 1.3 مليون متر مربع في منطقة صناعية خارج جاكرتا، وقد يكلف بناءً المصنع 30 مليار ين.[163]
  - فبراير: أعلنت شركة سوزوكي موتور وشركة إنتليجنت إنرجي (بالإنجليزية: Intelligent Energy)‏ في لوبورو في المملكة المتحدة، وهي شركة مصنعة لخلايا الوقود التي تعمل بالهيدروجين، عن مشروع مشترك لتسريع تسويق المركّبات عديمة الانبعاثات.[164][165]
  - مارس: سوزوكي موتور تايلاند تبدأ إنتاج وبيع سيارة سويفت المدمجة الجديدة.[166]
  - نوفمبر: أعلنت شركة سوزوكي موتورز أنَّها ستتوقف عن بناءً السيَّارات للسوق الأمريكيَّة والتركيز بدلاً من ذلك على الدرَّاجات النارية ومركبات الدفع الرباعي والمُعدّات البحرية، نظراً لتركيزها على السيَّارات الصغيرة، والين القوي، ولوائح السلامة الأمريكيَّة الصارمة التي أضرت بالنمو.[167][168] وكانت مبيعات الولايات المتَّحدة قد بلغت ذروتها في عام 2007 ولكنَّها انخفضت إلى ربع ذلك بحلول عام 2011.[109][169][170]
  - حصلت سوزوكي على المُوافقة لإنشاء مصنع جديد وإحياء مصنعها في يانغون، لإستئناف إنتاج السيَّارات وقطع الغيار في ميانمار التي أغلقت في عام 2012.[105]
  - تمَّ إنتاج النسخة التذكاريَّة رقم المليون من طراز جي إس إكس-آر1000 من سلسلة سوزوكي جي إس إكس-آر منذُ عام 1985.[171]

- 2013:

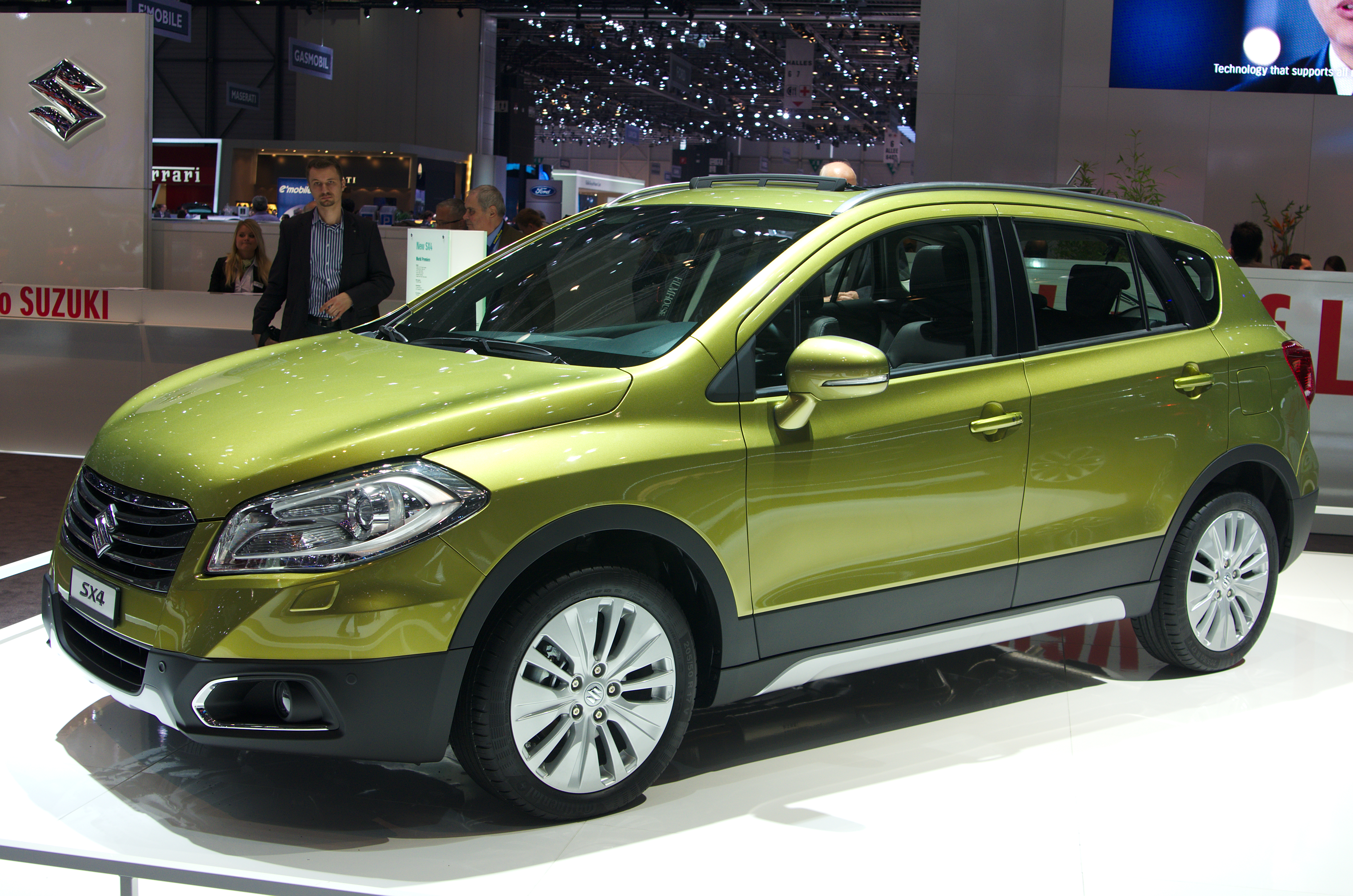
سوزوكي الجديدة الأكبر حجمًا إس إكس فور في معرض جنيف للسيارات 2013

  - يحتفل طراز «جي إس إكس-آر 1000» الخاص بالذكرى الخمسين لدخول سوزوكي إلى سوق الدرَّاجات النارية الأمريكيَّة عام 1963.[172]
  - مارس: أعلنت شركة سوزوكي كندا أنَّها ستتوقف عن عمليات بناءً السيَّارات في كندا كجزء من إجراءات الإفلاس بموجب الفصل 11 في الولايات المتحدة، وستستمر مركبات الدفع الرباعي والمُعدّات البحرية في كندا وكذلك في الولايات المتحدة، [173][174]
    - الظهور الأول لسيارة كروس أوفر من الجيل الثاني إس إكس فور في معرض جنيف الدوليّ للسيّارات 83.[175]
    - أنهت شركة سوزوكي موتور الأمريكيَّة جميع عملياتها اعتبارًا من 31 مارس، حيثُ قامت ببيع أصولها إلى شركة سوزوكي موتور أوف أمريكا، وهي شركة فرعيَّة مملوكة بالكامل لشركة سوزوكي موتور كوربوريشن (بالإنجليزية: Suzuki Motor Corporation)‏‏.[176][177]

  - يوليو: أشارت التَّقارير الإخباريَّة إلى إمكانية تسوية الخلاف حول التحالف السابق بين فولكس فاجن وسوزوكي نتيجةً لاستئناف المُحادثات بين الشركتين.[178] وسُرعان ما نفى نائب الرئيس التنفيذيّ توشيهيرو سوزوكي هذه التقارير، وقال إنه «كانت هُناك تقارير مختلفة، ولكنَّ لا توجد مثل هذه الحقائق على الإطلاق، لِذلك لا يوجد شيء يمكنني التحدث عنه بشأن هذا الموضوع».[179]
  - أكتوبر: استدعت سوزوكي 210228 دراجة نارية في الولايات المتحدة بسببِ عطل في الفرامل الأمامية.[180][181]
- 2015:
  - أظهرت محكمة التحكيم الدائمة حكماً يقضي بضرورة بيع أسهم سوزوكي (19.9٪) المملوكة لشركة فولكس فاجن، وحل التحالف رسمياً.

#### 2018 حتّى الوقت الحاضر
انسحبت سوزوكي من الصين في سبتمبر 2018، وأطلقت سيارة ذاتية جديدة سمال كاري 2019 في إندونيسيا. وفي أغسطس 2019 أعلنت شركة تويوتا أنَّها ستستحوذ على 4.9٪ من أسهم سوزوكي مقابل 0.2٪ من شركة سوزوكي.

## الشركات التابعة

### ماروتي سوزوكي

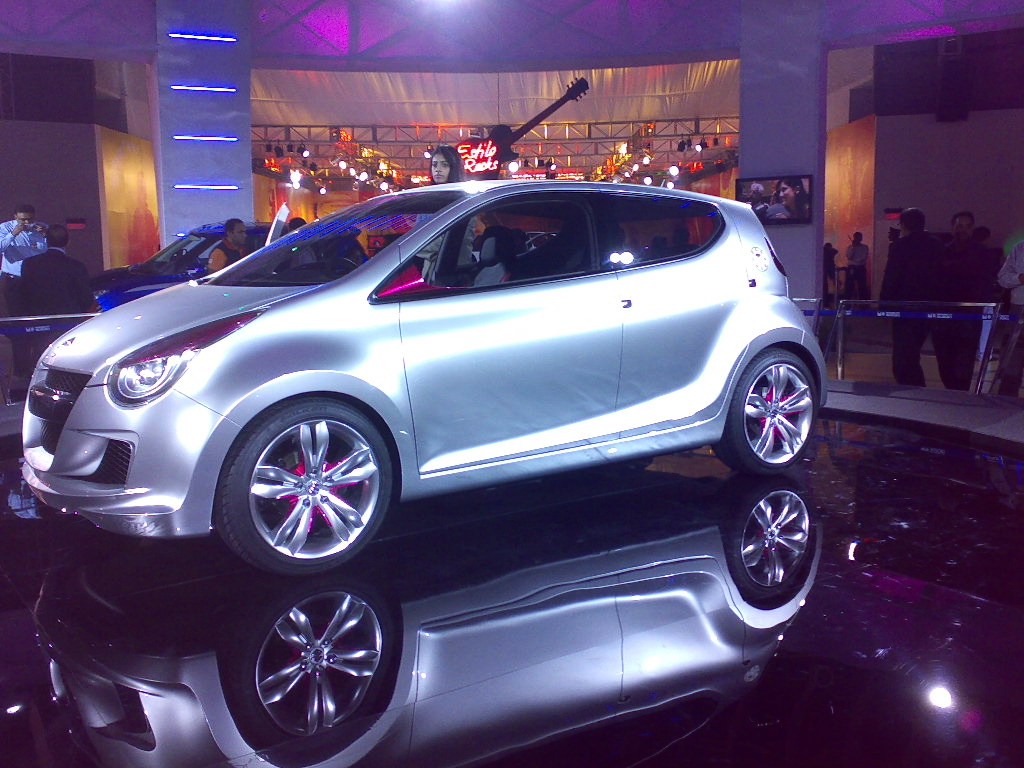
سيارة ماروتي سوزوكي "A-Star" أثناء إزاحة الستار عنها في براغاتي ميدان، دلهي. تمَّ تصميم طراز A-Star وهو خامس سيارة عالمية لشركة سوزوكي وصُنع في الهند فقط. إلى جانب كونها أكبر شركة تحمل علامة سوزوكي التجاريَّة من حيثُ مبيعات السيارات، تعمل ماروتي سوزوكي أيضًا كذراع البحث والتطوير الرائد لسوزوكي خارج اليابان

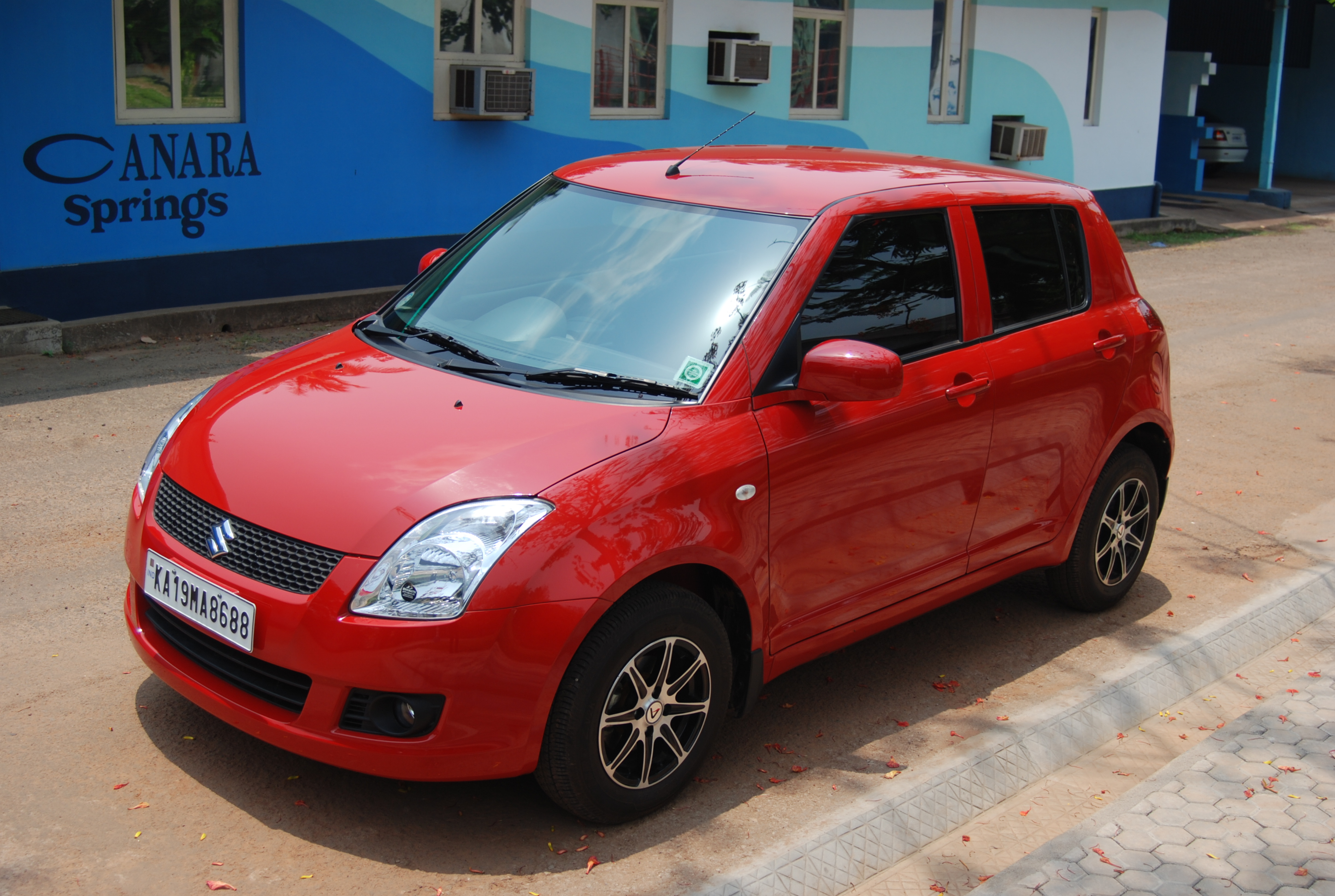
الجيل الأول من ماروتي سويفت في الهند (الجيل الثاني من سوزوكي سويفت)

يقع مقر ماروتي سوزوكي الهندية المحدودة (بالإنجليزية: Maruti Suzuki India Limited)‏ في جورجاون، هاريانا وهي شركة هندية لتصنيع السيارات تأسَّست عام 1981 وهي تابعة لشركة سوزوكي موتور اليابانيّة لصناعة السيارات،  حيثُ تمتلك شركة سوزوكي موتور 54.2٪ من «ماروتي سوزوكي» والباقي مملوك من قبل العديد من المؤسّسات العامَّة والماليَّة الهندية، وهي مدرجة في بورصة بومباي والبورصة الوطنية الهندية. وقد أنتجت ماروتي سوزوكي 1,133,695 وحدة بين 1 أبريل 2011 و30 مارس 2012.
بدأت ماروتي سوزوكي كشركة تقودها الحكومة الهندية باسمِ ماروتي أوديوج المحدودة وبوجود سوزوكي اليابانيّة كشريك ثانوي لصنع سيارات منخفضة السعر للهنود من الطبقة المتوسطة، وعلى مر السنين اتسع نطاق المُنتجات وتغيَّرت الملكيّة معَ تطور العميل.
تُقدِّم ماروتي سوزوكي نماذج من ماروتي 800 إلى سيارة السيدان الفاخرة ماروتي سوزوكي كيزاشي وإس يو في ماروتي سوزوكي جراند فيتارا (بالإنجليزية: SUV Maruti Suzuki Grand Vitara)‏ الفاخرة. وقد كانَ «ماروتي 800» أول موديل أطلقته الشركة في عام 1983، وتلاه ميني فان ماروتي أومني في عام 1984. وأطلقت الشركة ماروتي جبزي في عام 1985، وانتشر على نطاق واسع حيثُ أصبح الجيش الهندي وخدمة الشرطة الهنديَّة عملائها الأساسيين. وتمَّ استبدال ماروتي 1000 قصير العمر بماروتي استيم في عام 1994.
أطلقت الشركة ماروتي زن في عام 1993، وكان طراز السيارة الصغير الثاني للشركة، وواصلت الشركة إطلاق سيارة أُخرى مدمجة ماروتي واجون-R وتبعها ماروتي بالينو في عام 1999، الذي تمَّ استبداله لاحقًا بسيارة سوزوكي إس إكس فور، وتمَّ استبدال إس إكس فور كذلك بسياز.
في عام 2000 أطلقت الشركة ماروتي ألتو، وتشمل موديلات ماروتي سوزوكي فيتارا التي أطلقت في عام 2003، وطراز ماروتي فيرسا التي أطلقت في عام 2004 وطراز ماروتي سوزوكي سويفت التي أطلقت في عام 2005، ونيسان موكو وماروتي سوزوكي إس إكس فور أطلقت في عام 2007.
في 14 فبراير 2011 أعلنت شركة ماروتي أنَّها حقَّقت مليون إجمالي حجم إنتاج متراكم من طراز ألتو، حيثُ وصل ألتو إلى علامة المليون وحدة في سبع سنواتٍ وخمسة أشهر فقط منذُ إطلاقه في سبتمبر 2000، وتمَّ تحقيق النصف الأخير من المليون في 25 شهرًا، وأصبحت ألتو السيارة الثالثة لماروتي سوزوكي التي تتجاوز علامة المليون وحدة، بعدَ ماروتي 800 وأومني.
قدمت ماروتي سيارة جديدة تُسمى ماروتي سوزوكي ألفا في يناير 2012 في معرض نيودلهي للسيارات،  وعن بدء الإنتاج في منتصف أواخر عام 2013. وكشفت ماروتي سوزوكي النقاب عن فيتارا بريزا في معرض السيَّارات الهندي 2016 كمنافس في فئة سيارات الدفع الرباعي المدمجة.
وتُعد ماروتي سوزوكي شركة تصدير تابعة لشركة ماروتي وتعمل في السوق الهنديَّة المحليَّة بصفتها مُصدرًا لشركة سوزوكي موتور الدوليَّة وكذلك الشركات التابعة لها، حيثُ تمَّ إرسال أول شحنة تجاريَّة من 480 سيارة إلى المجر، ومن خِلال إرسال شحنة من 571 سيارة إلى نفس البلد، تجاوز ماروتي حاجز 3,000,000 سيارة، وقد كانَ التصدير أحد الجوانب التي حرصت الحكومة على تشجيعها منذُ نشأتها.

### شركة سوزوكي موتور الأمريكيَّة
يقع المقر الرئيسيّ لشركة سوزوكي الأمريكيَّة في بري كاليفورنيا، وقد أعلنت الشركة في نوفمبر 2012 أنَّها ستتوقف عن بيع السيَّارات في الولايات المتحدة.
من خِلال اتفاقية معَ جنرال موتورز بدأت سوزوكي في بيع نسخة من سيارة سوزوكي كولتوس في الولايات المتَّحدة باسمِ «شيفروليه سبرينت» في عام 1985، وتمَّ بيع هذا الطراز في البداية على شكل هاتشباك بثلاثة أبواب وهو أصغر طراز من طراز شفروليه.

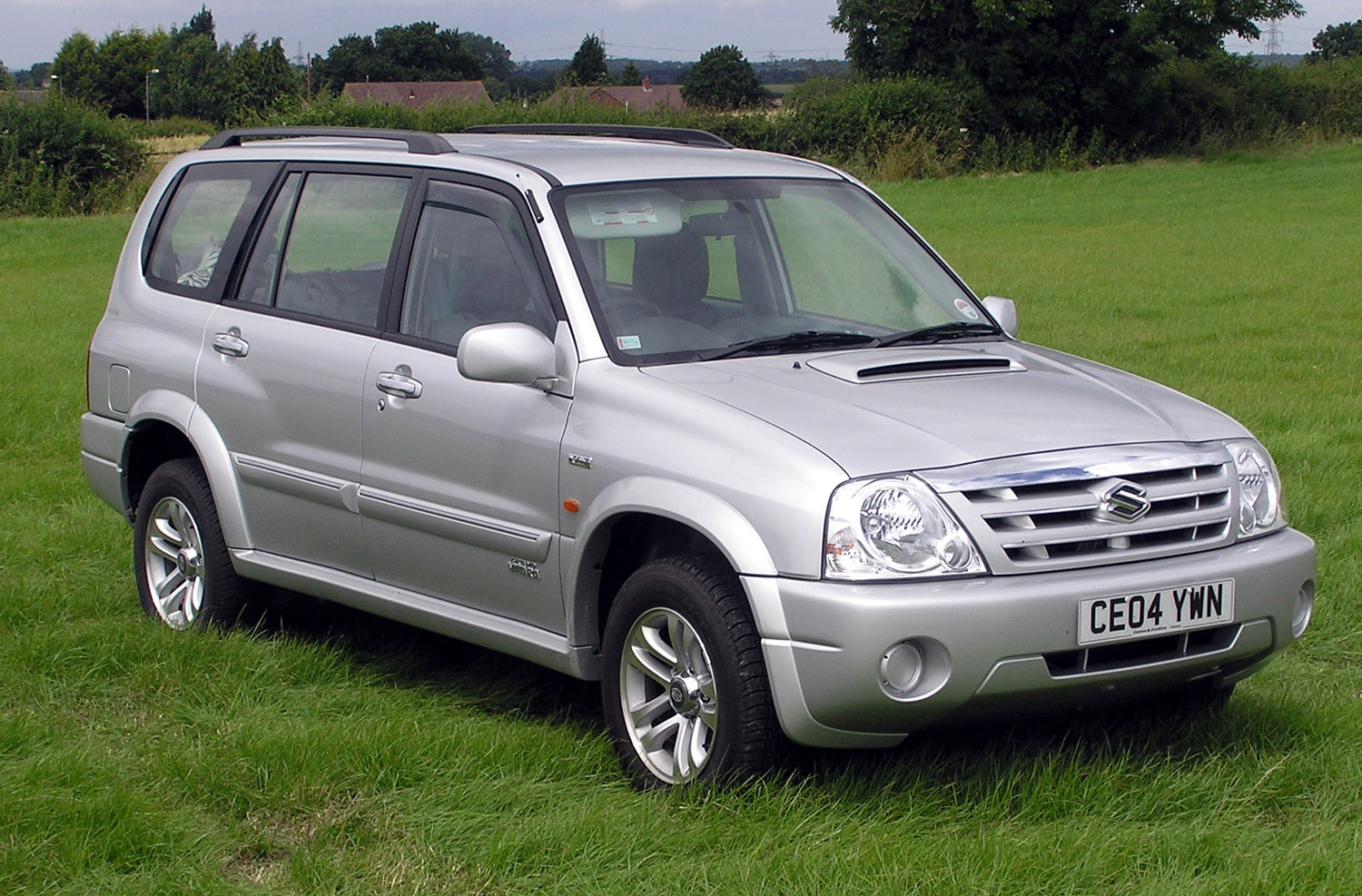
سوزوكي إكس إل سفن 2004

تمَّ تقديم سوزوكي جيمني منذُ 1985 حتّى 1986 وكانت أول سيارة يتم تقديمها إلى الولايات المتَّحدة بواسطة شركة سوزوكي كورب الأمريكيَّة التي تمَّ إنشاؤها حديثًا، حيثُ لا توجد شركة يابانية أُخرى باعت سيارات في الولايات المتَّحدة في عامها الأول أكثر من سوزوكي، وكانت جيمني متاحة كسيارة قابلة للتحويل أو ذات سقف صلب وشعار الشركة «لم يكن أبدًا لحظة مملة». وكانت سوزوكي جيمني ناجحًا إلى أنَ زعم تقرير المُستهلك أنَ سوزوكي جيمني عرضة للانقلاب في اختبار عام 1988، وأدى ذلك إلى رفع دعوى قضائيَّة عام 1996 لم تتم تسويتها حتّى عام 2004.
في عام 1989 قدمت سوزوكي الأمريكيَّة سيارة سويفت التي كانت الجيل الثاني من سوزوكي كولتوس، وكانت سويفت متاحة في جي تي آي وجي إل إكس هاتشباك معَ سيارة سيدان ذات 4 أبواب في عام 1990، كما تمَّ تقديم سيارة كروس أوفر صغيرة جديدة تُسمى سوزوكي فيتارا في عام 1989، وشهد عام 1991 تقديم سوزوكي سايد كيك بأربعة أبواب، وهي أول سيارة كروس أوفر صغيرة بأربعة أبواب في أمريكا الشمالية. كانت سويفت وسايد كيك من أقارب جو مترو وجو تراكر من جنرال موتورز وتمَّ إنتاجهما في الغالب في إنجرسول أونتاريو، كندا بواسطة سوزوكي وشركة كامي للسيّارات المشروع المشترك لشركة جنرال موتورز.
تمَّ استيراد طراز سويفت جي تي / جي تي آي و4 أبواب من اليابان. وأدت التقييمات السلبية من تقارير المُستهلك عن سوزوكي ساموري إلى بعض الانتكاسات المؤقتة في أمريكان سوزوكي حيثُ انخفضت المبيعات السنويَّة في السنوات التالية إلى أقل من 20.000 وحدة.
في عام 1995 أعادت سوزوكي الأمريكيَّة تصميم سويفت، وتمَّ إسقاط سويفت جي تي وكان هذا الإصدار سويفت مخصصًا فقط لأمريكا الشماليَّة حيثُ تمَّ بناؤه في شركة كامي للسيارات، وكانت أول سيارات سوزوكي يتم تسويقها في أمريكا الشماليَّة بوسائد هوائية أمامية مزدوجة، وتمَّ تقديم نسخة ستيشن واغن في عام 1996، وبلغ إنتاج سوزوكي في جميع أنحاءِ العالم أكثر من 975 ألف سيارة.
في عام 1996 أصدرت سوزوكي الأمريكيَّة سيارة كروس أوفر إكس 90 ذات البابين بنموذج سايدباك الرياضي المنقح معَ وسائد هوائية مزدوجة، وتمَّ استبدال سايد كيك بسوزوكي فيتارا 1999، وكان «جراند فيتارا» أول طراز لسوزوكي بمحرك V6 أسطوانات ومكابح نظام منع انغلاق المكابح رباعية العجلات.
تمَّ تقديم سوزوكي إرتيجا في عام 1998 كنسخة ممتدة من جراند فيتارا، حيثُ كانَ لدى إكس إل سفن محرك سداسي الأسطوانات على شكل V ومقاعد بثلاثة صفوف، وهي أكبر سيارة سوزوكي حتّى الآن.
تمَّ إسقاط سويفت من تشكيلة الطرازات في عام 2001 واستبدال استيم في عام 2002 بسيارة اريو الجديدة التي تمَّ تقديمها كسيارة سيدان بأربعة أبواب و5 أبواب كروس أوفر معَ خيار الدفع الرباعي.
في عام 2004 قامت جنرال موتورز وسوزوكي بشراء شركة دايو موتورز المفلسة لإعادة تسمية المشروع GMDAT، حيثُ أعادت سوزوكي الأمريكيَّة تسمية سيارة دايو نوبيرا / دايو لاكيتي المدمجة مثل فورنتا ودايو ماغنوس متوسطة الحجم مثل فيرونا. واكتسبت دايو لاستي نمط هيكل ستايشن واجن وهاتشباك في عام 2005، معَ بيع هاتشباك تحت اسم رينو.
كانَ عام 2006 هو العام الأول الذي باعت فيهِ سوزوكي الأمريكيَّة أكثر من 100 ألف سيارة في الولايات المتحدة، وأعادت سوزوكي تصميم جراند فيتارا في عام 2006 وقدمت أيضًا سوزوكي إس إكس فور الجديدة كليًا وسوزوكي "إكس إل سفن" في عام 2007، حيثُ تمَّ إنتاج سوزوكي إس إكس فور كمشروع مشترك معَ فيات، وتمَّ إنتاج «إكس إل سفن» كمشروع مشترك معَ جنرال موتورز في شركة كامي للسيارات، في منتصف عام 2009 وضعت سوزوكي إنتاج «إكس إل سفن» في فترة توقف غير مُحدَّدة بسببِ انخفاض الطلب وبعد ذلك باعت حصَّتها من شركة كامي للسيّارات إلى جنرال موتورز في وقتٍ لاحقٍ من ذلك العام.
على الرغم من صعوبة سوق السيَّارات المحليّ في الولايات المتحدة، حافظت سوزوكي على أرقام مبيعاتها لعام 2007 في عام 2008، ولكنَّ في عام 2009 انخفضت مبيعات سوزوكي بنسبة 48.5٪،  بعدَ انخفاض المبيعات بنسبة 17٪ في عام 2008. حيثُ لم تستورد سوزوكي أي دراجات بخارية طراز 2010 في الولايات المتحدة، واعتمد التجار بدلاً من ذلك على مخزون غير مباع من طراز عام 2009. وتمَّ استئناف نماذج الدرَّاجات النارية الجديدة في الشوارع إلى الولايات المتَّحدة في عام 2011.
في نوفمبر 2012 أعلنت سوزوكي أنَ قسمها في الولايات المتَّحدة سيقدم ملفًا للإفلاس وسيتوقف عن بيع السيَّارات في الولايات المتحدة، وأنها تخطط لمواصلة بيع الدرَّاجات النارية ومركبات الدفع الرباعي والمنتجات البحرية في الولايات المتحدة. وخلال عشرة أشهر من عام 2012 باعت سوزوكي 21188 سيارة فقط في الولايات المتحدة، وألقت باللوم على العروض المحدودة الخاصّة بطرازات سوزوكي.

### شركة سوزوكي موتور الباكستانية المحدودة
وفقًا لشروط اتفاقية المشروع المشترك بين شركة سوزوكي موتور اليابانيّة (SMC) وشركة السيَّارات الباكستانية (باكو) تمَّ تأسيس شركة باك سوزوكي موتور المحدودة [الإنجليزية] (PSMCL) (بالإنجليزية: Pak Suzuki Motor Company Limited)‏ كشركة عامة محدودة في أغسطس 1983.
حيثُ تولت الشركة الجديدة الأصول بما في ذلك مرافق الإنتاج لشركة أوامي للسيّارات المحدودة، وبدأت عملياتها التجاريَّة في يناير 1984 بهدف أساسي يتمثل في سيارات الركاب والشاحنات الصغيرة وسيارات الدفع الرباعي، وقام رئيس وزراء باكستان آنذاك بوضع حجر الأساس لمصنع الشركة الأخضر للسيّارات في منطقة «بن قاسم» في أوائل عام 1989.
بعدَ الانتهاء من المرحلة الأولى من أعمال تشييد المصنع في أوائل عام 1990، بدأَ التجميع الداخليّ لمحركات سوزوكي، وتمَّ الانتهاء من المصنع الجديد في عام 1992، وتمَّ نقل إنتاج سوزوكي إلى مصنع جديد - وتمَّت إضافة «ثري بوكس بإزاحة 1300 سي سي مارجالا» إلى نطاق إنتاجها.
في سبتمبر 1992 تمت خصخصة الشركة ووضعت مباشرةً تحت الإدارة اليابانية، وفي وقتٍ الخصخصة زادت شركة سوزوكي موتور اليابانيّة من حقوق الملكيّة من 25٪ إلى 40٪، وبعد ذلك قامت شركة سوزوكي موتور اليابانيّة بزيادة حقوق الملكيّة تدريجياً إلى 73.09٪ بحلول 31 ديسمبر 2001.
في يوليو 1994 وسع «مصنع بن قاسم» طاقته الإنتاجيَّة إلى 50 ألف مركبة سنويًا، وبحلول ديسمبر 2003 تمَّ تصنيع 300 ألف مركبة في هذا المصنع

### سوزوكي اندوموبيل موتور

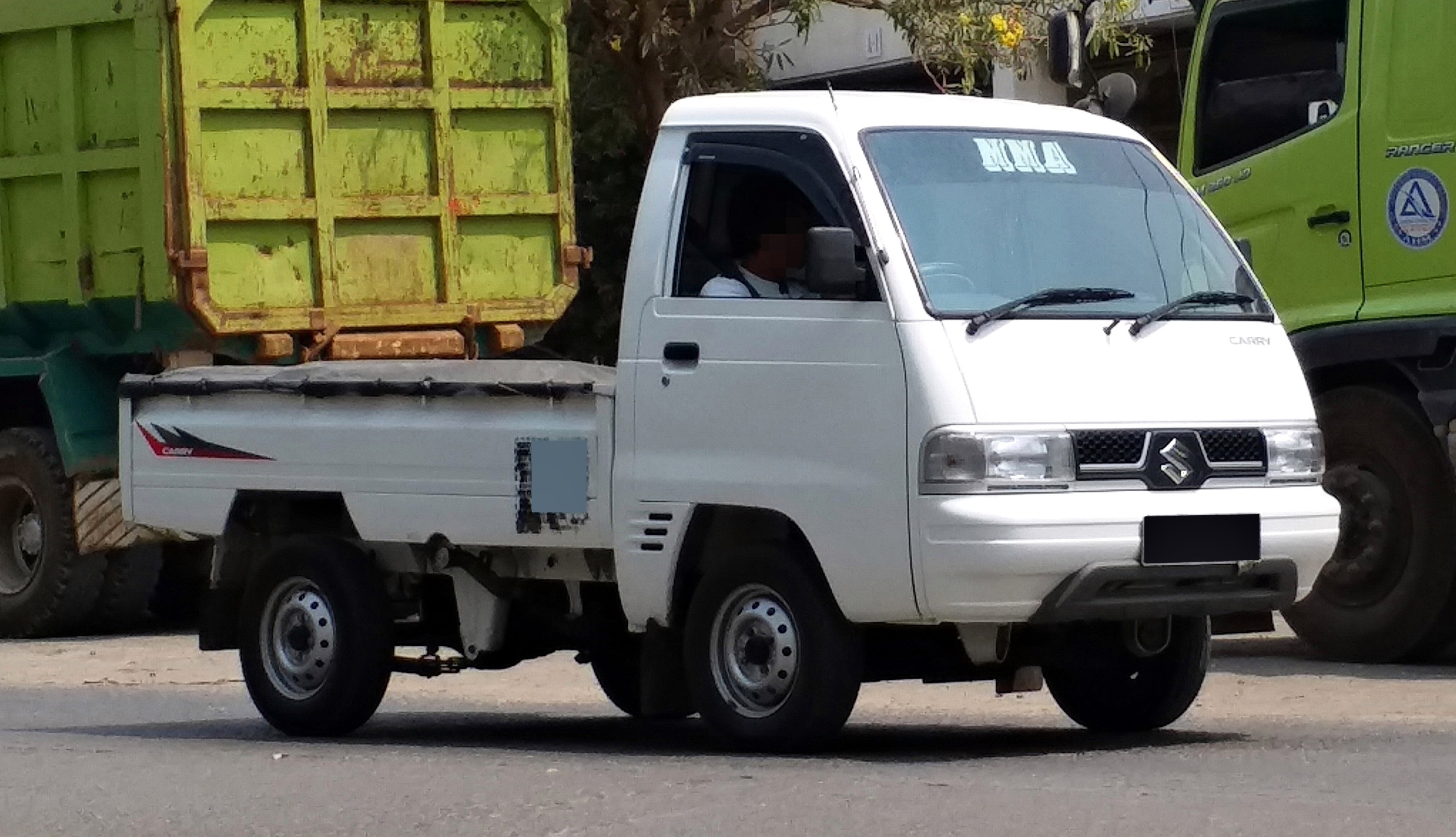
سوزوكي كاري، سيارة سوزوكي الأكثر مبيعًا في إندونيسيا على الإطلاق.

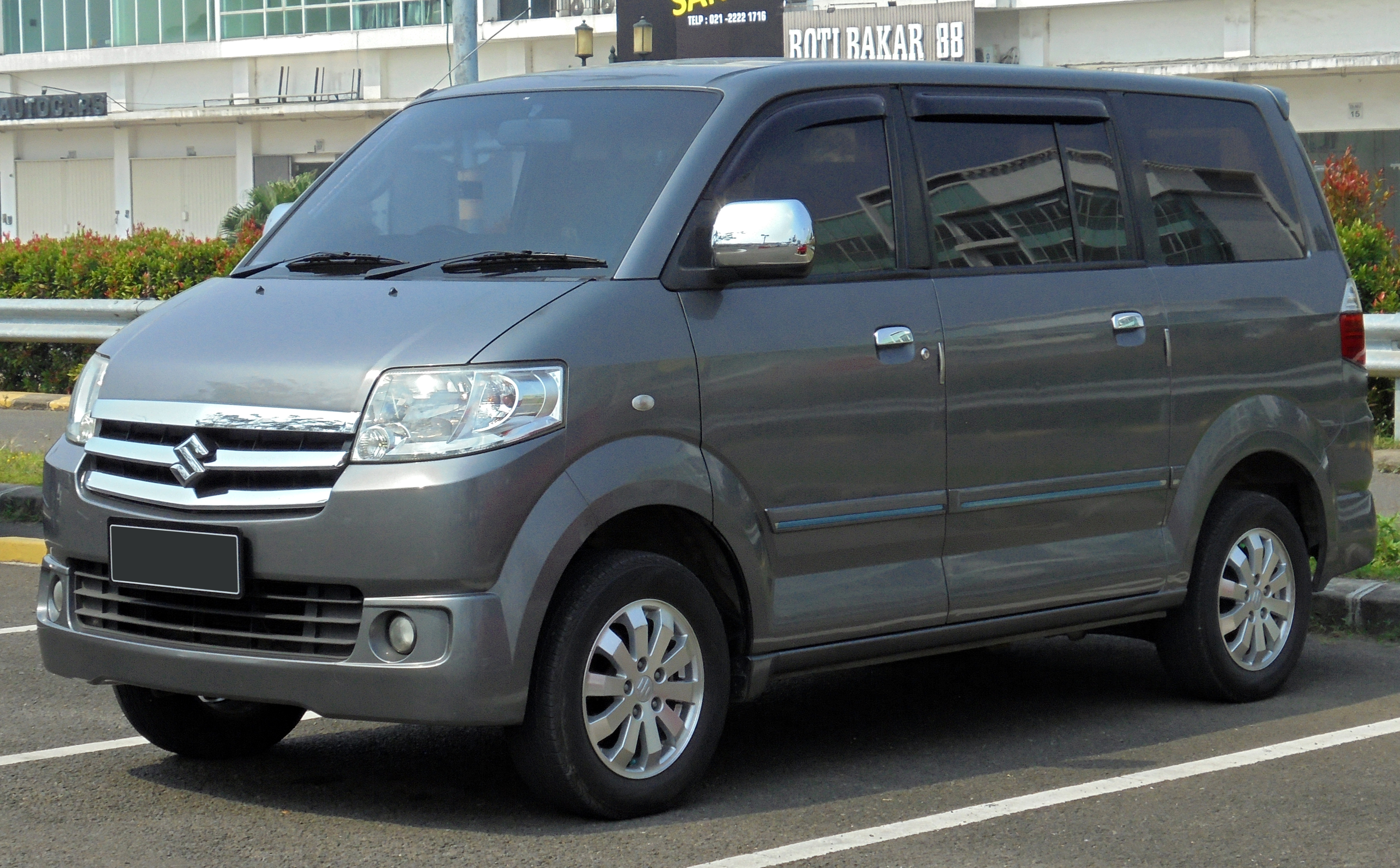
سيارة سوزوكي APV مجمعة في إندونيسيا.

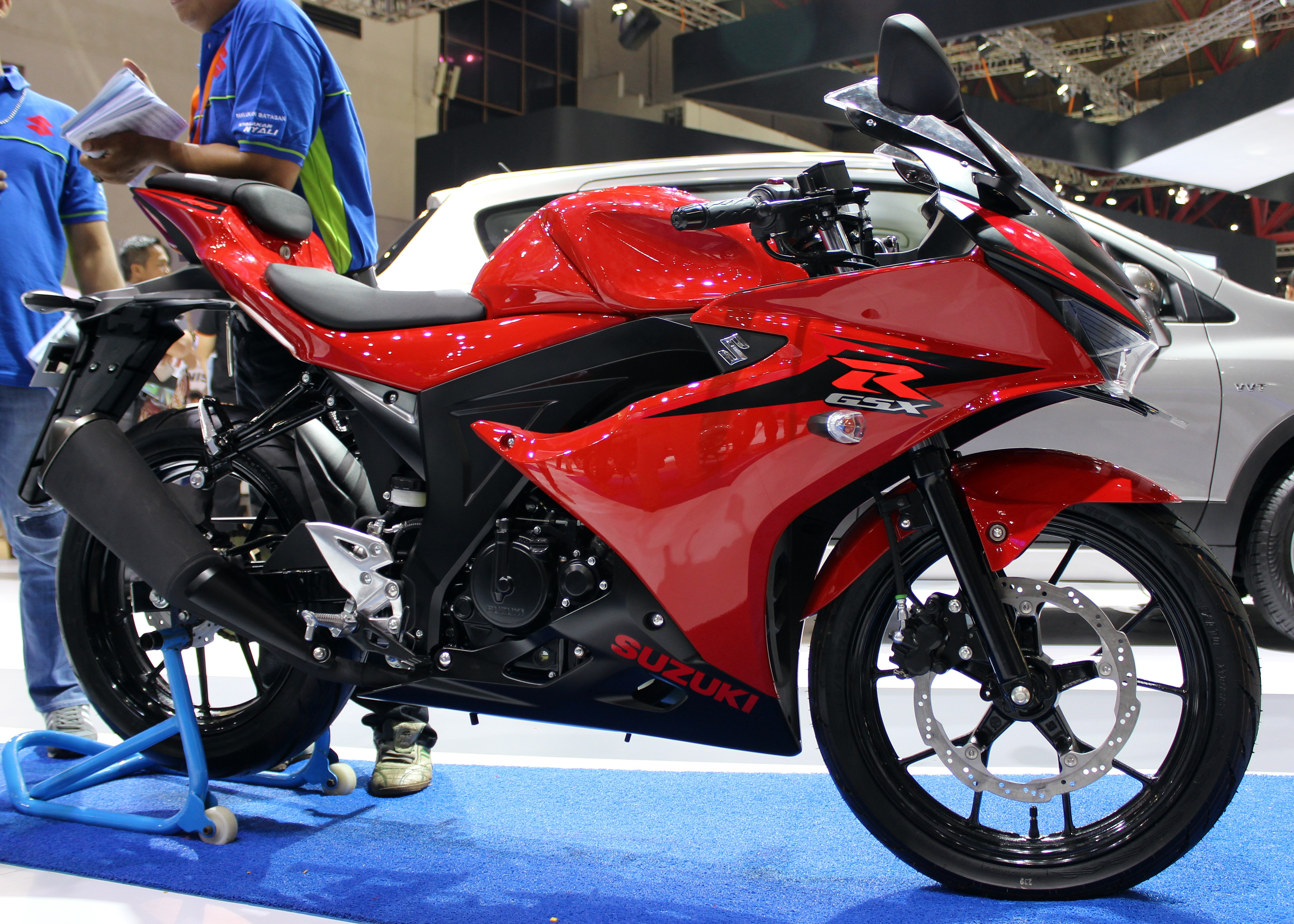
سوزوكي "جي إس إكس-آر 150".

تُعدّ سوزوكي اندوموبيل موتور (بالإنجليزية: PT Suzuki Indomobil Motor)‏ (المَعْروفَةِ سابقًا باسمِ «بي تي اندوموبيل سوزوكي انترناشيونال» حتّى ديسمبر 2008) مشروع مشترك بين شركة سوزوكي موتور ومجموعة اندوموبيل، ويَقع مقرها الرئيسيّ في جاكرتا بإندونيسيا وهي متخصصة في تصنيع سيارات سوزوكي للسوق المحلي.
قامت سوزوكي بأول أنشطتها في السوق الإندونيسيّ في عام 1970 حول شركة الاستيراد PT شركة إندوهيرو للصلب والهندسة وبعد ست سنواتٍ تمَّ بناءً منشأة التصنيع في جاكرتا وَالتي تُعدّ أقدم جزء من مجموعة إندوموبيل.
كانَ أول منتج للشركة ST20 كاري الذي تمَّ تقديمه في عام 1978، وشهد استِخدامه على نطاق واسع باعْتِباره سيارة أجرة مشتركة. ولقب بـ"Turungtung" حتّى عام 1983.
في عام 2011 استثمرت الشركة 800 مليون دولار أمريكيّ لإنتاج سيارة صديقة للبيئة منخفضة التكلفة (LCGC) في إندونيسيا، وفي عام 2013 افتتحت سوزوكي مصنعًا آخر في سيكارانغ باستثمارات إجمالية قدرها 1 مليار دولار. وقام المصنع بتصنيع Ertiga MPV للأسواق المحليَّة وأسواق التصدير ومحرك كي 10 بي لعربة كاريمون واجون آر (بالإنجليزية: Karimun Wagon R)‏‏.

### شركة سوزوكي كندا
تأسَّست سوزوكي كندا ليمتد (بالإنجليزية: Suzuki Canada Ltd.)‏ في 1 يونيو 1973، ولها مكاتب في نورث يورك، أونتاريو. وتَضمّنَت خطوط الإنتاج دراجات نارية وقطع غيار وملحقات لتجار سوزوكي في جميع أنحاءِ كندا. وافتتحت مكتب فرعي ومستودع فانكوفر لتجار الخدمة في غرب كندا في 1974، وفي خريف 1980 بدأت سوزوكي كندا بيع السيَّارات من خِلال تسويق وبيع سيارة سوزوكي جيمني ذات الدفع الرباعي في شرق كندا، وفي 1 نوفمبر تمَّ تغيير اسم الشركة من سوزوكي كندا ليمتد. إلى شركة سوزوكي كندا.
في 1982 تمَّ إدخال خط تصنيع مركبات سوزوكي لجميع التضاريس (ATVs) في كندا، وفي العام التالي 1983 تمَّ إدخال خط تصنيع محركات سوزوكي الخارجيَّة في غرب كندا، وفي 1 فبراير 1983 أنتقل ويسترن برانش إلى مرافق موسعة في ريتشموند، كُولومبيا البريطانية، وفي 1984 بدأت الشركة في بيع سيارة سوزوكي فورسا (سوزوكي كالتوس).
في 1986 أعلنت شركة كامي للسيّارات عن مشروع مشترك بين سوزوكي وجنرال موتورز لتصنيع المركبات، بتكلفة 600 مليون دولار أسترالي وكان من المقرر أنَ يبدأ الإنتاج في عام 1989 في إنجرسول في أونتاريو، وفي 25 يناير 1987 انتقلت الشركة إلى مكتب رئيسي جديد ومرفق المُستودع في ريتشموند هيل في أونتاريو بمساحة 110,000 قدم مربع (10,000 م2).
في خريف 1988 بدأت سوزوكي ببيع سيارة سوزوكي سايدك ذات البابين، وفي خريف 2009 باعت سوزوكي مشاركتها في شركة كامي للسيّارات إلى جنرال موتورز.
في عام 2013 أعلنت سوزوكي كندا أنَّها ستتبع القسم الأمريكيّ وتتوقف عن بيع السيَّارات في كندا بعدَ عام 2014، وستواصل سوزوكي كندا تقديم قطع الغيار والخدمات للمركّبات من خِلال شبكة الوكلاء، فضلاً عن بيع الدرَّاجات النارية ومحركات ATV والمحركات الخارجية.

### سوزوكي جي بي بي إل سي
تُعدّ شركة سوزوكي جي بي بي إل سي (بالإنجليزية: Suzuki GB PLC)‏ الوكيل والموزع للشركة المصنعة للسيّارات والدرّاجات النارية ومحركات ATV والمحركات البحرية في المملكة المتحدة ويَقع مكتبها الرئيسيّ في ميلتون كينز، وهي مملوكة بالكامل لشركة «شركة سوزوكي موتور» تعمل باسمِ «سيارات سوزوكي (أيرلندا) المحدودة» في أيرلندا.
- في عام 1963 بدأت سوزوكي الاستيراد الرسميّ للمركّبات ذات المحركات، ولا سيما الدرَّاجات النارية باسمِ «سوزوكي (بريطانيًا العظمى) المحدودة».
- خِلال السبعينات والثمانينات رعت «هيرون إنترناشونال» فريق سباق مصنع سوزوكي في سباق جراند بريكس للدراجات النارية معَ الدرَّاجين بما في ذلك باري شين وراندي مامولا وميك جرانت وروب ماكيلنيا، ثمَّ تداولت باسمِ «هيرون سوزوكي جي بي ليمتد» وفي عام 1989 أصبحت «هيرون سوزوكي بي إل سي».
- في عام 1994 ظهرت «سوزوكي جي بي بي إل سي» لتتولى توزيع جميع منتجات سوزوكي في المملكة المتحدة.

### سوزوكي للدراجات النارية الهنديَّة
تُعدّ «سوزوكي للدراجات النارية الهنديَّة الخاصّة المحدودة» (بالإنجليزية: Suzuki Motorcycle India, Private Limited (SMIL))‏ شركة فرعيَّة مملوكة بالكامل لشركة سوزوكي اليابانية، حيثُ تمتلك الشركة مصنعًا في «جورجاون هاريانا» بطاقة سنوية تبلغ 5،40،000 وحدة.

## مرافق الإنتاج

### المرافق الحاليَّة
| اليابان: - مصنع تاكاتسوكا - 300، تاكاتسوكاتشو، Minami-ku، هاماماتسو سيتي، شيزووكه. - مصنع هاماماتسو - 8686، Miyakoda-cho، Kita-ku، هاماماتسوشي، شيزووكه. - مصنع كوساي - 4520، شيراسوكا، كوساي-شي، شيزوكا. - مصنع ايواتا - 2500، إيواي، إيواتا شي، شيزوكا. - مصنع توكوكاوا للدراجات النارية - 1-2، أوتاري، شيراتوري تشو، تويوكاوا شي، أيتشي. - مصنع ساجارا (سيارات ومحركات) - 1111، ماكينوهارا. - مصنع مسبك أوسوكا - 6333، نيشيوبوتشي، كاكيجاوا شي، شيزوكا. الهند: - بتشاراجي، ميهسانا، ولاية غوجارات. - جورجاون ومانيسار، جورجاون، هاريانا. إندونيسيا: - مصنع كاكونغ - كاكونغ، جاكرتا الشرقية، جاكرتا. - مصنع تامبون الأول والثاني - جنوب تامبون، بيكاسي ريجنسي، جاوة الغربية. - مصنع سيكارانغ - وسط سيكارانغ، بيكاسي ريجنسي، جاوة الغربية. باكستان: - باك سوزوكي - كراتشي، السند. الصين: - جينتشنغ سوزوكي - نانجينغ، جيانغسو. - جينان تشينغكي سوزوكي - جينان، شاندونغ. - تشانغتشو هاوج سوزوكي - تشانغتشو، جيانغسو. تايوان: - مخلفات موتور - تايبيه | هنغاريا: - مجيار سوزوكي - ازترغوم، مقاطعة كوماروم-إستركوم. لاوس: - مصنع سانتيهاب سوزوكي لاو - فينتيان تايلاند: - شركة سوزوكي موتور التايلاندية، المحدودة. - ثانيابوري، باتوم ثاني. - سوزوكي موتور (تايلاند). المحدودة. - مصنع رايونج، رايونغ. فيتنام: - شركة سوزوكي الفيتنامية. - لونغ بينه تكنو بارك، بين هوا، دونغ ناي. الفلبين: - شركة سوزوكي الفلبين - كالامبا، لاجونا. كمبوديا: - كمبوديا سوزوكي موتور المحدودة. - سانغكات تشوم تشاو، بنوم بنه. ميانمار: - شركة سوزوكي (ميانمار) موتور المحدودة. - منطقة ثيلاوا الاقتصاديَّة الخاصة، بلدة ثانلين، منطقة يانغون. الولايات المتَّحدة : - شركة سوزوكي للتصنيع الأمريكيَّة (SMAC) - روما، جورجيا. البرازيل: - توليدو دا أمازونيا - ماناوس، أمازوناس. مصر: - سوزوكي مصر S.A.E - السادس من أكتوبر، محافظة الجيزة. |

### المرافق السابقة
| اليابان: - مصنع تاكاتسوكا (أصلي) - كامي مورا، هامانا غون، شيزوكا. نيوزيلندا: - جامعي سوزوكي جنوب المحيط الهادئ - وانجانوي، ماناواتو-وانجانوي. إسبانيا: - سانتانا موتور - ليناريس، جيان، الأندلس. - سوزوكي موتور إسبانيا - بورسيو، خيخون، أستورياس. الصين: - تشانجان سوزوكي - تشونغتشينغ - تشانغهي - جينغدتشن، جيانغشى. | كندا - كامي للسيارات - شارع 300 انجرسول، انجرسول، أونتاريو. الأرجنتين: - جنرال موتورز دي الأرجنتين كولومبيا: - جنرال موتورز كولموتوريس - بوغوتا، مقاطعة كونديناماركا. ماليزيا: - مجمع سوزوكي ماليزيا - بيراي، بينانغ. - هيكوم لصناعة السيَّارات (ماليزيا) - بيكان، باهانج. تايوان: - شركة برنس موتورز المحدودة - تايبيه الجديدة |

## صفقات OEM
منذُ عام 1985 شاركت سوزوكي أو أنتجت سيارات لمصنعين آخرين حول العالم.

### جهات مانحة
| تشانجان تشانجان ألتو - الصين (سوزوكي ألتو) سلسلة شانجان SC / شانجان ستار - الصين (سوزوكي كاري/ افري بلوس) هافي سونغواجيانغ - الصين (سوزوكي كاري) تشانغهي تشانغهي بيدوكسينغ - الصين (سوزوكي واجون آر) تشانغهي كول كار - الصين (سوزوكي ايفري لاندي) تشانغهي ليانا - الصين (سوزوكي ليانا) تشانغهي سبلاش - الصين (سوزوكي سبلاش) فيات فيات سيديسي - أوروبا (سوزوكي إس إكس فور) لانسيا بانجيا - أوروبا (سوزوكي إس إكس فور) (تمَّ الإلغاء) فورد فورد برونتو - تايوان (سوزوكي كاري / ايفري) جنرال موتورز Asüna Sunrunner - كندا (سوزوكي سايدك / فيتارا) بيدفورد راسكال - أوروبا (سوزوكي كاري) شيفروليه ألتو - كُولومبيا (سوزوكي ألتو) شيفروليه كاسيا - الفلبين (سوزوكي كولتوس كريسنت) شيفروليه كروز - اليابان (سوزوكي سويفت) شيفروليه استيم - كُولومبيا (سوزوكي كالتوس كريسنت) شيفروليه فورسا - الإكوادور (سوزوكي كالتوس) شيفروليه جراند نوماد - أمريكا الجنوبيَّة (سوزوكي XL7) شيفروليه MW - اليابان (سوزوكي سوليو) شيفروليه سبرينت - الولايات المتَّحدة / كندا (سوزوكي كالتوس) شيفروليه سوبر كار - أمريكا الجنوبيَّة (سوزوكي كاري) شيفروليه سويفت - أمريكا الجنوبيَّة (سوزوكي كالتوس) شيفروليه المقتفي - الولايات المتَّحدة / كندا (سوزوكي سايدك / فيتارا) شيفروليه فيتارا - أمريكا الجنوبيَّة (سوزوكي سايدك / فيتارا) شيفروليه واجون آر+ - كُولومبيا (سوزوكي واجون آر+) دايو داماس - كوريا الجنوبيَّة (سوزوكي إيفري) دايو لابو - كوريا الجنوبيَّة (سوزوكي كاري) دايو تيكو - كوريا الجنوبيَّة / أوروبا / أمريكا الجنوبيَّة (سوزوكي ألتو) جيو مترو - الولايات المتَّحدة (سوزوكي كالتوس) جيو تراكر - الولايات المتَّحدة (سوزوكي فيتارا) جي إم سي تراكر - كندا (سوزوكي فيتارا) GME Rascal - أوروبا (سوزوكي كاري) هولدن Barina - أستراليا & (سوزوكي كالتوس) هولدن كروز - أُستراليا (سوزوكي إغنيس) هولدن دروفر - أستراليا & (سوزوكي سييرا / جيمني) هولدن سكوري - أُستراليا (سوزوكي كاري) أوبل أجيلا - أوروبا (سوزوكي واجن آر + وسوزوكي سبلاش) بونتياك فايرفلاي - كندا (سوزوكي كالتوس) بونتياك صن رونر - كندا (سوزوكي سايدك / فيتارا) أوبل أجيلا - المملكة المتَّحدة (سوزوكي واجون آر + سوزوكي سبلاش) فوكسهول راسكال - المملكة المتَّحدة (سوزوكي كاري) ايسوزو ايسوزو جيمينت - اليابان (سوزوكي كالتوس) | ماروتي «يُشار إلى جميع طرازات ماروتي ماروتي باسمِ ماروتي سوزوكي» ماروتي 800 - الهند (سوزوكي ألتو) ماروتي 1000 - الهند (سوزوكي كالتوس) ماروتي غيبسي - الهند (سوزوكي جيمني) ماروتي أومني - الهند (سوزوكي كاري) مازدا أوتو زام أيه زد-واجون - اليابان (سوزوكي واجون آر) أوتو زام سكروم - اليابان (سوزوكي إيفري) سوزوكي جيمني - اليابان (سوزوكي جيمني) مازدا كارول - اليابان (سوزوكي ألتو) مازدا فلير - اليابان (سوزوكي واجون آر) مازدا فلير واجون - اليابان (سوزوكي بالت وسوزوكي سبيشاه) مازدا فلير كروس أوفر - اليابان (سوزوكي هاسلر) مازدا لابوتا - اليابان (سوزوكي كي) مازدا بروسيد ليفانتي - اليابان (سوزوكي فيتارا) مازدا سبيانو - اليابان (سوزوكي لابين) سوزوكي إرتيجا - إندنوسيا (سوزوكي إرتيجا) ميتسوبيشي موتورز ميتسوبيشي كولت «تي 120 إس إس» - إندونيسيا (سوزوكي كاري) ميتسوبيشي ديليكا دي: 2 - اليابان (سوزوكي سوليو) ميتسوبيشي مافين - إندونيسيا (سوزوكي APV) ميتسوبيشي ميني كاب - اليابان (سوزوكي كاري) ميتسوبيشي تاون بوكس - اليابان (سوزوكي ايفري واجن) نيسان نيسان موكو - اليابان (سوزوكي MR عربة) نيسان إن تي 100 كليبر - اليابان (سوزوكي كاري) نيسان إن في 100 كليبر - اليابان (سوزوكي ايفري) نيسان إن في 100 كليبر ريو - اليابان (سوزوكي ايفري واجن) نيسان بينو - اليابان (سوزوكي ألتو) نيسان بيكسو - أوروبا (سوزوكي ألتو) نيسان روكس - اليابان (لوحة سوزوكي) بروتون بروتون إرتيجا - ماليزيا (سوزوكي إرتيجا) بيونغوا موتورز بيونغوا باسو 900 - كوريا الشماليَّة (سوزوكي كاري / إيفري) سانتانا موتور سانتانا 300/350 - اسبانيا (سوزوكي جراند فيتارا) سوبارو سوبارو جستي - أوروبا (سوزوكي سويفت وسوزوكي إغنيس) تويوتا تويوتا جلانزا - الهند (سوزوكي بالينو) تويوتا ستارليت - أفريقيا (سوزوكي بالينو) تويوتا أوربان كروزر - الهند (سوزوكي فيتارا بريزا) فولكس فاجن سيارة مدينة فولكس فاجن (سوزوكي ألتو / A-Star) فولكس فاجن روكتان (سوزوكي إس إكس فور) - تطوير النوعين موقوف أو ملغى بسببِ الخلاف بين الشركات. |

### جهات متلقية
| جنرال موتورز سوزوكي فورنزا - الولايات المتَّحدة (دايو لاكيتي سيدان / عربة) سوزوكي فن - الأرجنتين (شيفروليه سيلتا) سوزوكي رينو - الولايات المتَّحدة (دايو لاستي هاتشباك) سوزوكي سويفت - الولايات المتَّحدة / كندا (جيو / مترو شيفروليه) سوزوكي سويفت + - كندا (شيفروليه افيو) سوزوكي فيرونا - الولايات المتَّحدة (دايو ماغنوس) مازدا سوزوكي كارا - اليابان (أوتوزام إيه زد-1) | نيسان سوزوكي إكواتور - الولايات المتَّحدة (نيسان فرونتير) سوزوكي لاندي - اليابان (نيسان سيرينا) تويوتا تويوتا راڤ4 - أوروبا (تويوتا RAV4) سوزوكي سويس - أوروبا (عربة تويوتا كورولا) |

## السيَّارات
| - أكروس - ألتو - ألتو 800 - APV - بالينو - كاري - بولان / رافي - إيفري - سوبر كاري - سوبر كاري برو - سيلريو (المعروف أيضًا باسمِ كالتوس في باكستان) - سياز - إيكو - إرتيجا - سوزوكي إرتيجا - جراند فيتارا - هوستلر - إغنيس - جيمني (الجيل الثالث والرابع) - لاندي - لابين - إس- بريسو - سوليو - سبيشاه (بالإنجليزية: Spacia)‏ - سويس - سويفت (الجيل الأول والثالث) - Dzire (المعروف أيضًا باسمِ «سويفت سيدان» في كولومبيا) - إس إكس فور (المعروف أيضًا باسمِ إس-كروس في بعض الأسواق) - فيتارا (المعروف أيضًا باسمِ اسكودو في اليابان) - فيتارا بريزا - واجون آر - ماروتي واجون آر - عربة كاريمون آر - Xbee | - 800 - إيريو / ليانا - ألتو كي 10 / التو كي 10 - كابتشينو / كابوكينو - كارا - سيرفو / سرفو - كالتوس (المعروف أيضًا باسمِ فورسا وسويفت وجو مترو وبونتياك فيرفلي) - اكواتور / اكواتور - إستيم / كالتوس كريسنت (المعروف أيضًا باسمِ بالنو وماروتي 1000 وماروتي بالنو وتشفرولت كاسيه) - افري بلوس (المعروف أيضًا باسمِ افري لاندي، كاري 1.3، ماسترفان، ماروتي Versa) - فورنزا / رينو - فرونت - فن - كي - كيزاشي - ميجا كاري - مهران - ميفتي بوي - MR عربة - زين / كاريمون إستيلو - بالت - سبلاش - سوزولايت - سويفت + - توين / توين - فيرونا - إكس 90 - سوزوكي إكس إل سفن (المعروف أيضًا باسمِ جراند فيتارا / اسكودو) |

### السيَّارات المُبتكرة

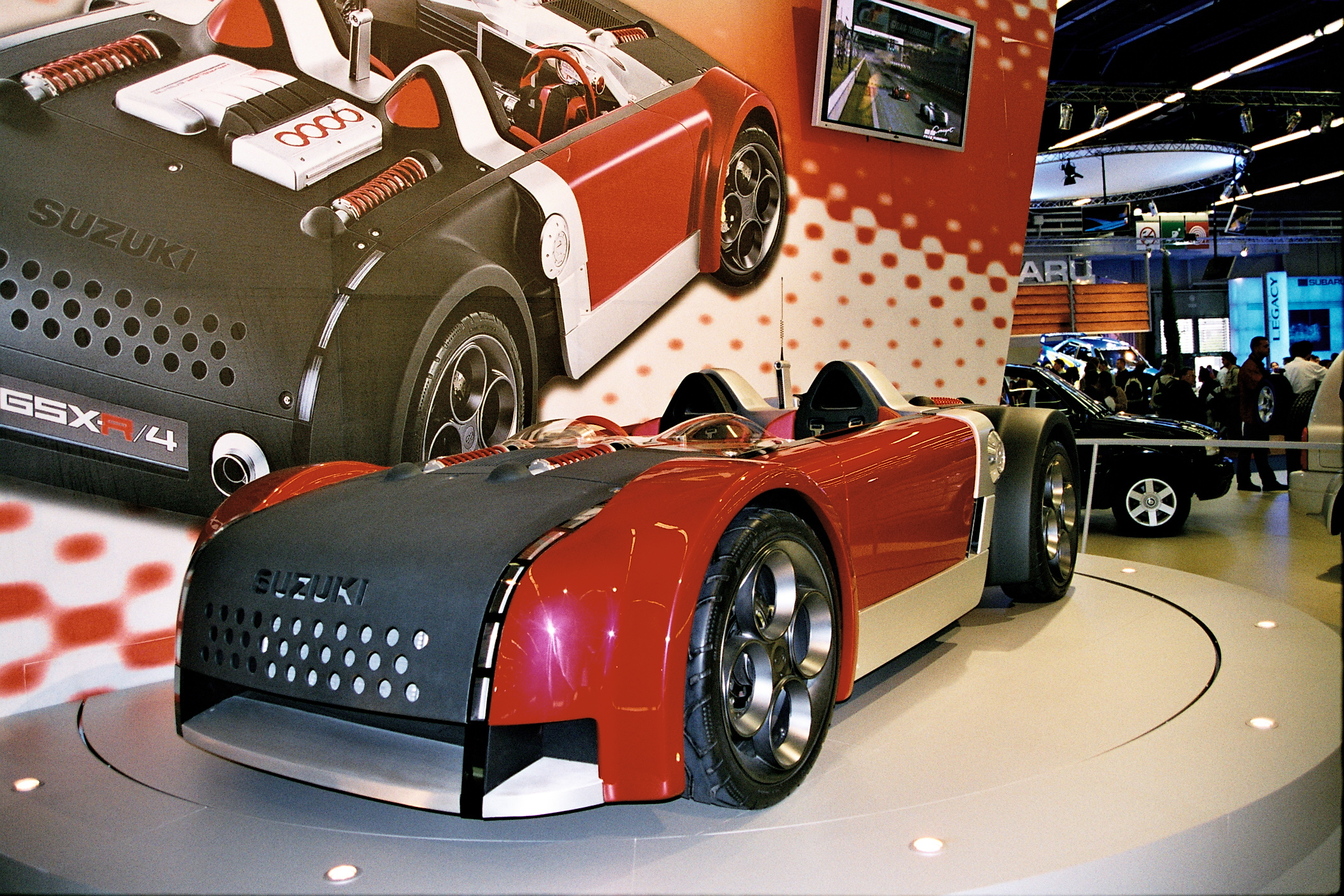
سيارة GSX-R/4 النموذجية

- تمَّ تقديم سيارة مبتكرة جي إس إكس-آر/4 في عام 2001، وهي مزودة بـ 1,300 سنتيمتر مكعب (79 بوصة3) محرك مأخوذ من الدراجة النارية سوزوكي هايابوسا في محاولة لتقسيم الفرق، ودمج وضع السيارة والتخلص من الدراجة الرياضية، حيثُ كانت سوزوكي ناجحة بشكلٍ خاص في بيع الدرَّاجات النارية في الولايات المتحدة، وقدم محركها المضمن ذو الأربعة دورات عالي السرعة حوالي 175 حصان، وهي سيارة مكشوفة ذات مقعدين تزن أقل من 1500 رطل.[208]

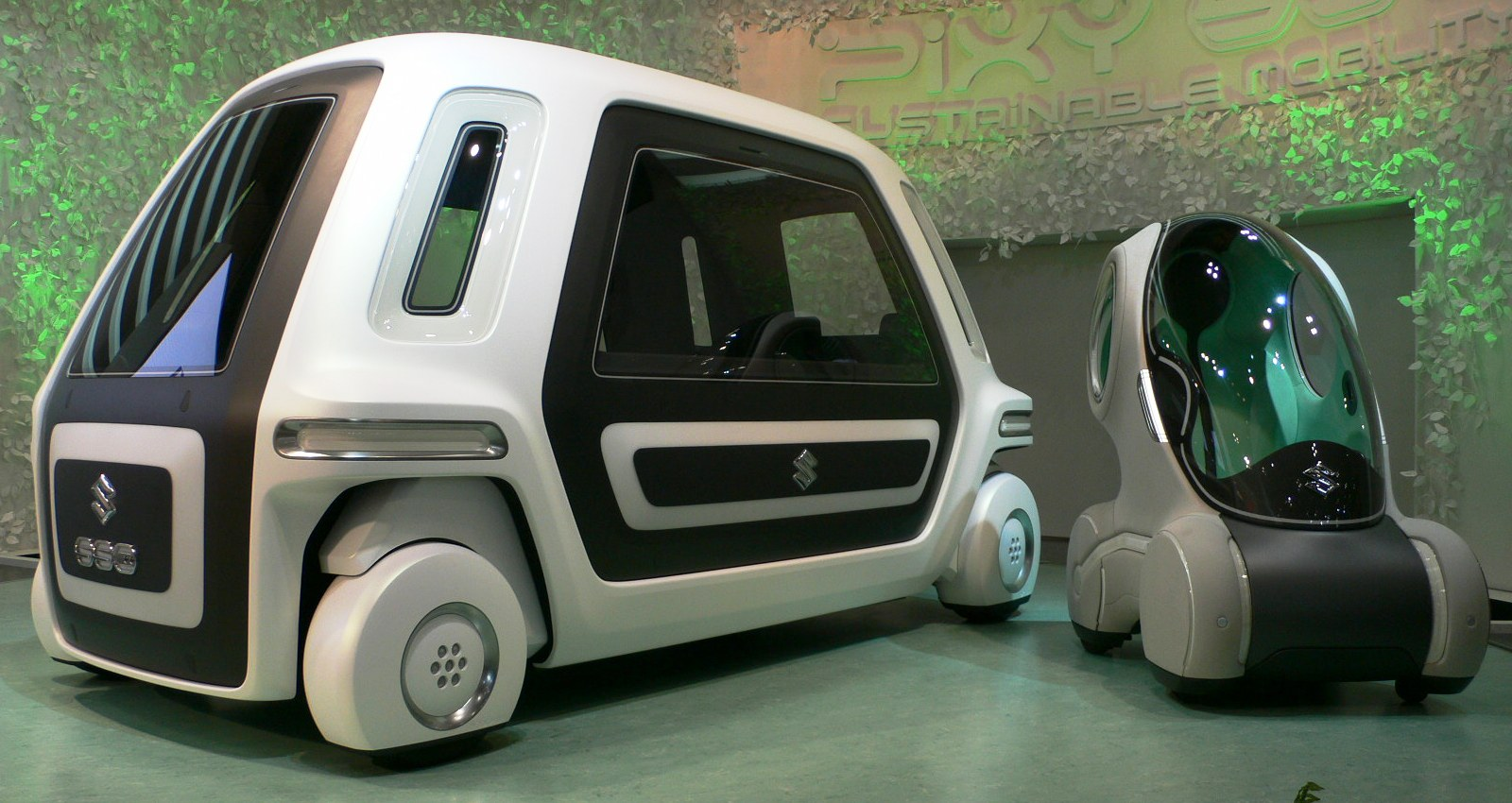
سيارات سوزوكي بيكسي + SSC في معرض طوكيو للسيارات 2007

- تمَّ تقديم نموذج  بيكسي + SSC في معرض طوكيو للسيّارات 2007. بيكسي عبارة عن جراب نقل شخصي مغلق بثلاث عجلات وبمقعد واحد، على غرار تويوتا آي-يونت وتويوتا آي-ريل، يتم توليد الطاقة الكهربائيّة بواسطة خلية وقود الهيدروجين والألواح الشمسيَّة لقيادة الشاحنة الحاملة SSC، وإعادة شحن بيكسي في نفس الوقت.[209][210]
- X-HEAD وهي سيارة مبتكرة ظهرت لأول مرَّة في معرض طوكيو للسيّارات 2007، ولها تصميم غير عادي إلى حدٍ ما، يشبه شاحنة قلابة ويحتوي على نمط X هو الإطارات، ولكنَّ X في اسمه يُعزى إلى قدرته المُتعدِّدة الأغراض.[211]
- ظهرت سوزوكي كونسيبت إكس (بالإنجليزية: Suzuki Concept X)‏ لأول مرَّة في معرض أمريكا الشمالية الدولي للسيارات 2005 باعْتِباره خروجًا مهمًا في تصميم السيارة الرياضية متعددة الاستخدامات والمتوسّطة الحجم وَالتي تستهدف المشترين الأصغر سنًا في سوق أمريكا الشمالية، [212] وقد تطوَّرت هذه السيارة المُبتكرة إلى الجيل الثاني إكس إل7 / "إكس إل سفن" الذي تمَّ تقديمه في أواخر عام 2006.[213]

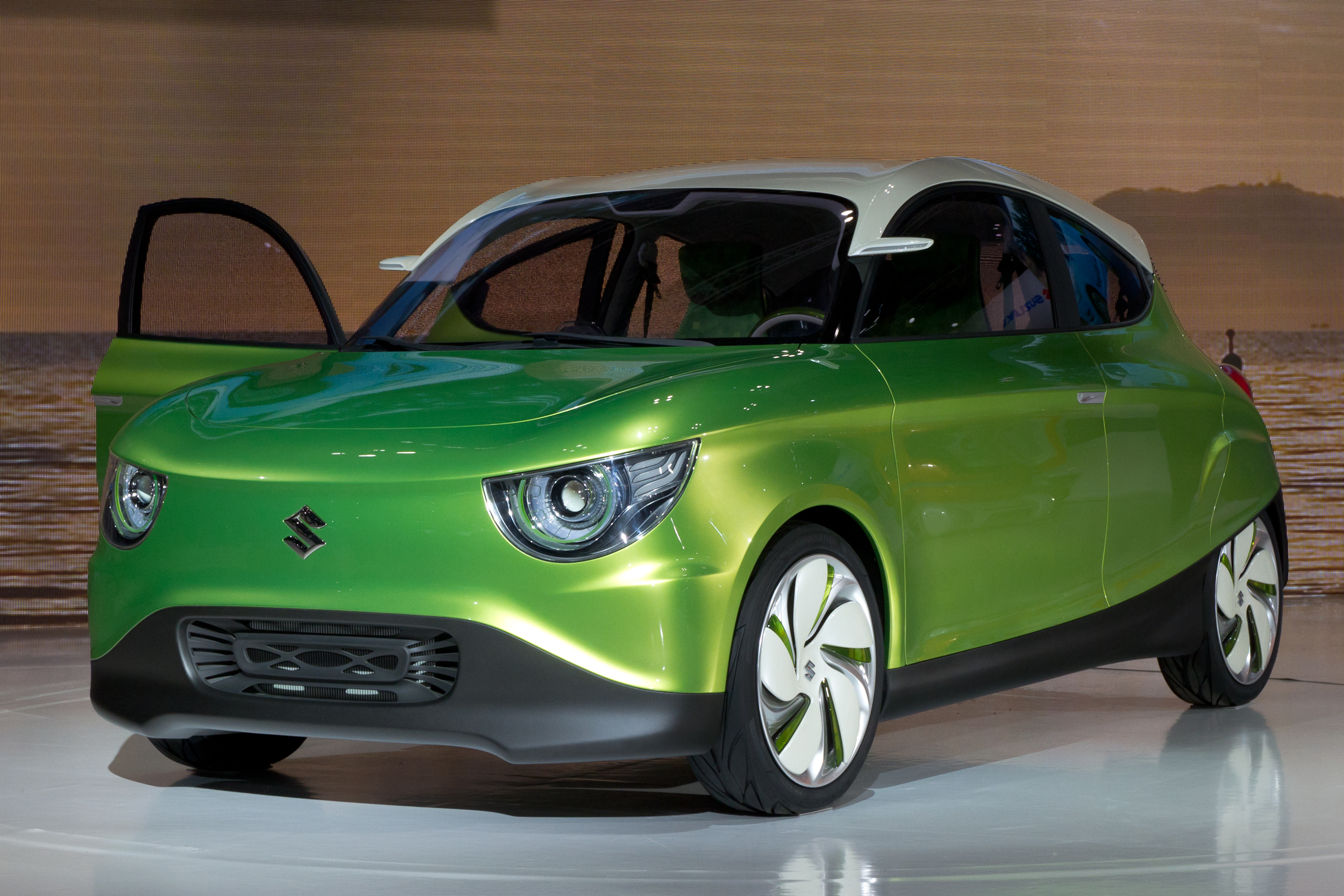
سيارة سوزوكي G70 النموذجية في معرض طوكيو للسيارات 2011

- ظهرت G70 في معرض طوكيو للسيّارات 2011 باسمِ  رجينه ولكنَّ أُعِيدَ تسميتها إلى اتو تشينه [214] لتظهر الدلالة على أنَّها حقَّقت هدف انبعاثات ثاني أكسيد الكربون (CO 2) أقل من 70 جم/كم (وربما يكون اسم «ريجينا» بمثابة إخفاق تسويقي). ويُعدُّ جي 70 نموذج للجيل التالي من السيارة المدمجة العالمية، وربما يحل محل ألتو، ويَبلغَ طولها 3,550 مليمتر (140 بوصة) وعرضها 1,630 مليمتر (64 بوصة) ووزنها 730 كيلوغرام (1,610 رطل)، وهي أصغر وأخف وزنًا من ألتو، وتبلغُ إزاحتها 800 سنتيمتر مكعب (49 بوصة3) بمحرك بنزين توربو يعمل بالحقن المباشر معَ ناقل حركة متغير باستمرار، ويَبلغَ عدد الأميال المَقطوعة للوقود 3.1 لتر لكل 100 كيلومتر (91 mpg‑imp؛ 76 mpg‑US).[215][216][217]

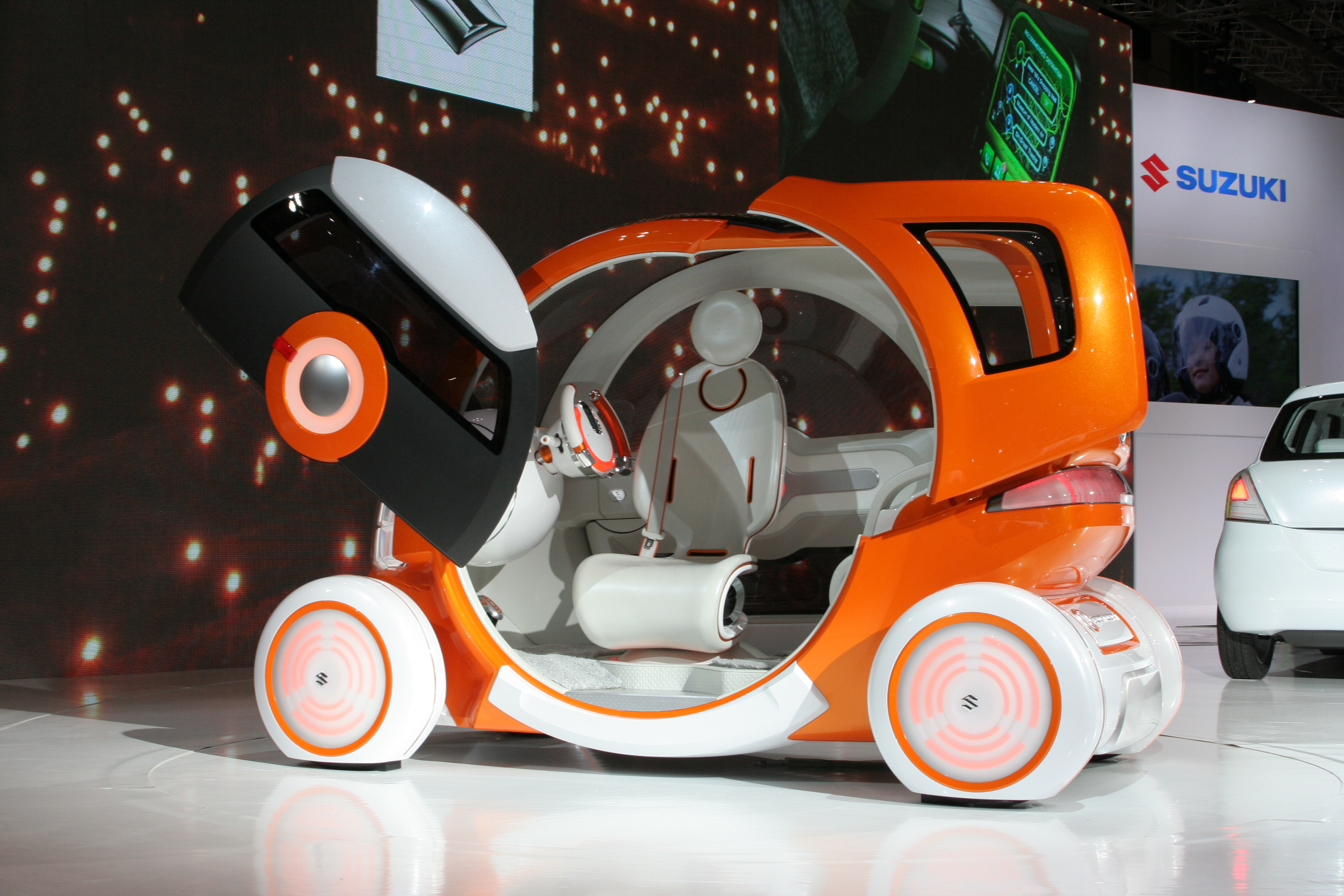
سيارة سوزوكي كيو كونسيبت في معرض طوكيو للسيارات 2011

- ظهرت كيو كونسيبت كيو-كونسبت لأول مرَّة في معرض طوكيو للسيّارات 2011 وهي سيارة فقاعية مثل إم آي تي سيتي كار ونيسان بيفو وتويوتا F3R، باختلاف طولها البالغ 2,500 مليمتر (98 بوصة)، ولديها سائقها وراكب واحد يركبان جنبًا إلى جنب، ولكنَّها مريحة أكثر من دراجة نارية، حيثُ تكون مغلقة وتحتوي على مقاعد بدلاً من السرج، وهي مخصصة للرحلات القصيرة في حدود 10 كيلومتر (6.2 ميل) ويجب أنَ تكون قادرة على الوقوف في أي مساحة متاحة تقريبًا.
- كشفت سوزوكي عن سيارة مبتكرة آي كي-2 في معرض جنيف للسيّارات 2015.
- عرضت سوزوكي سيارة مبتكرة 4x4 ميني كروس أوفر المبتكرّ آي إم-4 في معرض جنيف للسيّارات في عام 2015.

## دراجات نارية
بدأت سوزوكي في تصنيع الدرَّاجات النارية في عام 1952، وكانت النماذج الأولى هي الدرَّاجات البخارية، ومن 1955 إلى 1976 صنعت الشركة دراجات نارية بمحركات ثنائية الشوط فقط، وكان أكبر نموذج ثنائي الأشواط هو G2F5 ثلاثي الأسطوانات المبرد بالماء.
كانَ العامل الكبير في نجاح سوزوكي في المُنافسة ثنائية الأشواط هو متسابق سباق الجائزة الكبرى الألماني الشرقي إرنست ديجنر، الذي انشق إلى الغرب في عام 1961،  وجلب معه خبرة في المحرّكات ثنائية الشوط من الشركة المصنعة الألمانيَّة الشرقيَّة MZ، وجلب العديد من الأسرار معه عن عمل والتر كادين، الذي جمع ثلاث تقنيات مهمة لأول مرَّة وهي: منفذ التعزيز،  وغرفة التمدد، والصمام الدوار.
استأجرت سوزوكي إرنست ديجنر وفاز ببطولة العالم لسباقات الطرق الاتحاد الدولي للدراجات النارية من فئة 50 سي سي في موسم 1962، وأصبحت سوزوكي أول مصنع ياباني يفوز ببطولة العالم للدراجات النارية عندما فاز جويل روبرت بسباق 250 سي سي عام 1970، وفي سبعينيَّات القرن الماضي رسخت سوزوكي نفسها في عالمِ سباقات الدرَّاجات النارية معَ باري شين وماركو لوكتشينيلي وباري شين 1981 وفرانكو أونسيني 1982 الذي فاز ببطولة العالم في فئة 500 سي سي الأولى.
في عام 1976 قدمت سوزوكي أول دراجاتها النارية منذُ كوليدا كوكس في الخَمْسيْنِيَّات من القرن الماضي بمحركات رباعية الأشواط وهي «جي إس 400» و«جي إس 750»، وفي عام 1994 دخلت سوزوكي في شراكة معَ شركة نانجينغ جينتشنغ ماتشينري لإنشاء مصنع ومصدر صيني للدراجات النارية يسمى جينتشنغ سوزوكي.
واصلت سوزوكي المُنافسة في سباق الجائزة الكبرى للدراجات النارية وفازت باللقب آخر مرَّة في موسم 2000، ومن عام 2006 إلى عام 2011 تمت رعاية الفريق من قبل Rizla وكان معروفًا باسمِ فريق «ريزلا سوزوكي» للدراجات النارية، وفي 18 نوفمبر 2011، أعلنت سوزوكي تعليق مشاركتها في سباق «جراند بريكس» جزئيًا بسببِ الكوارث الطَّبيعية والركود حتّى عام 2014. وعاد سوزوكي إلى موتو جي بي في عام 2015.
سُجِّلت سوزوكي 93 انتصارًا في كأس جزيرة مان السياحية. كما احتَّلت سوزوكي المركز الثاني في فئات السباق الْمُخْتَلِفَةِ 100 مرَّة وإجمالي 92 مركزًا ثالثًا.

### الطرازات / الموديلات
تشمل بعض دراجات سوزوكي النارية البارزة ما يلي:

#### محركات ثنائية الشوط

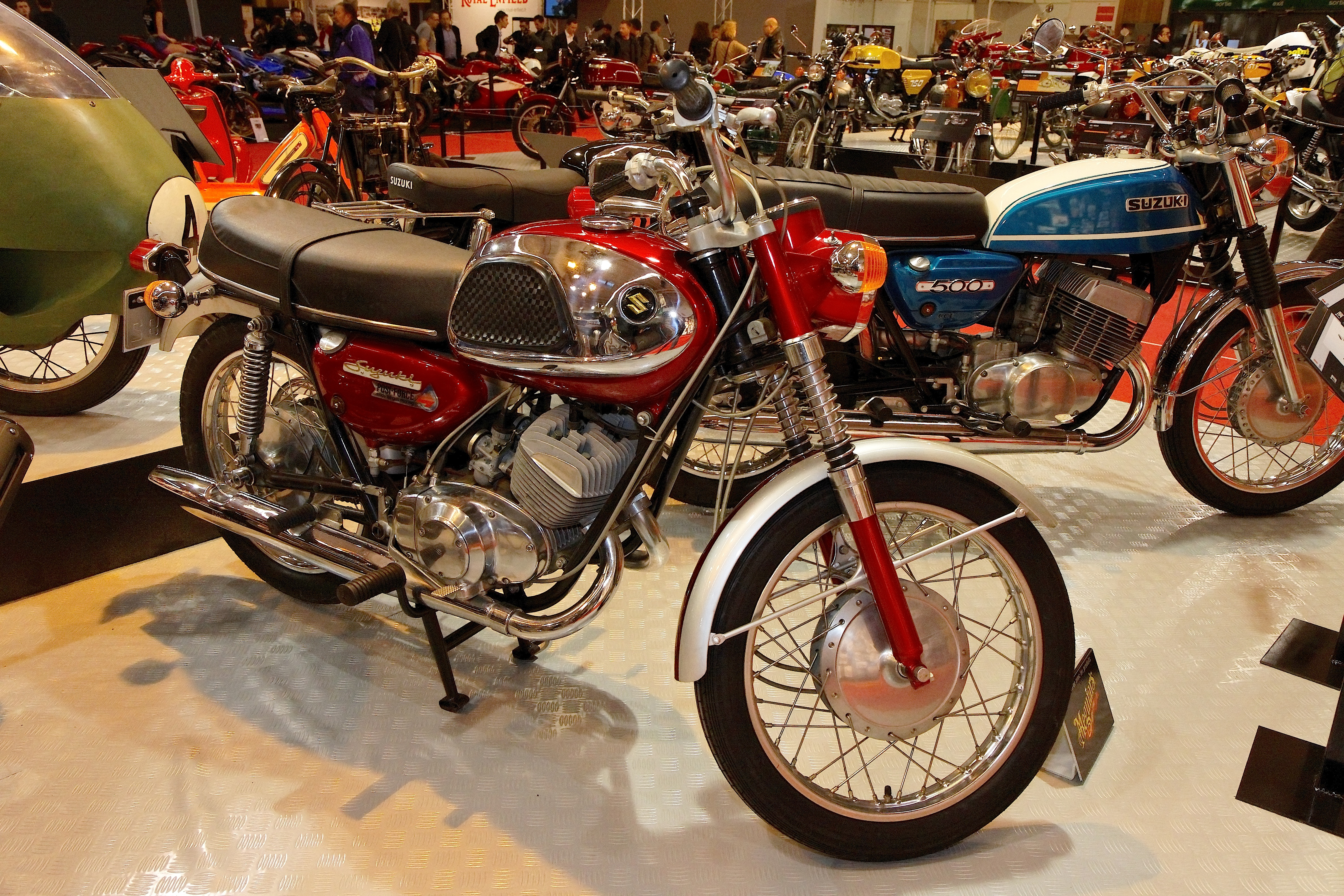
سوزوكي تي 20 (الأمام) وT500 تيتان (الخلف) في "Le Salon de la Moto" في باريس 2011

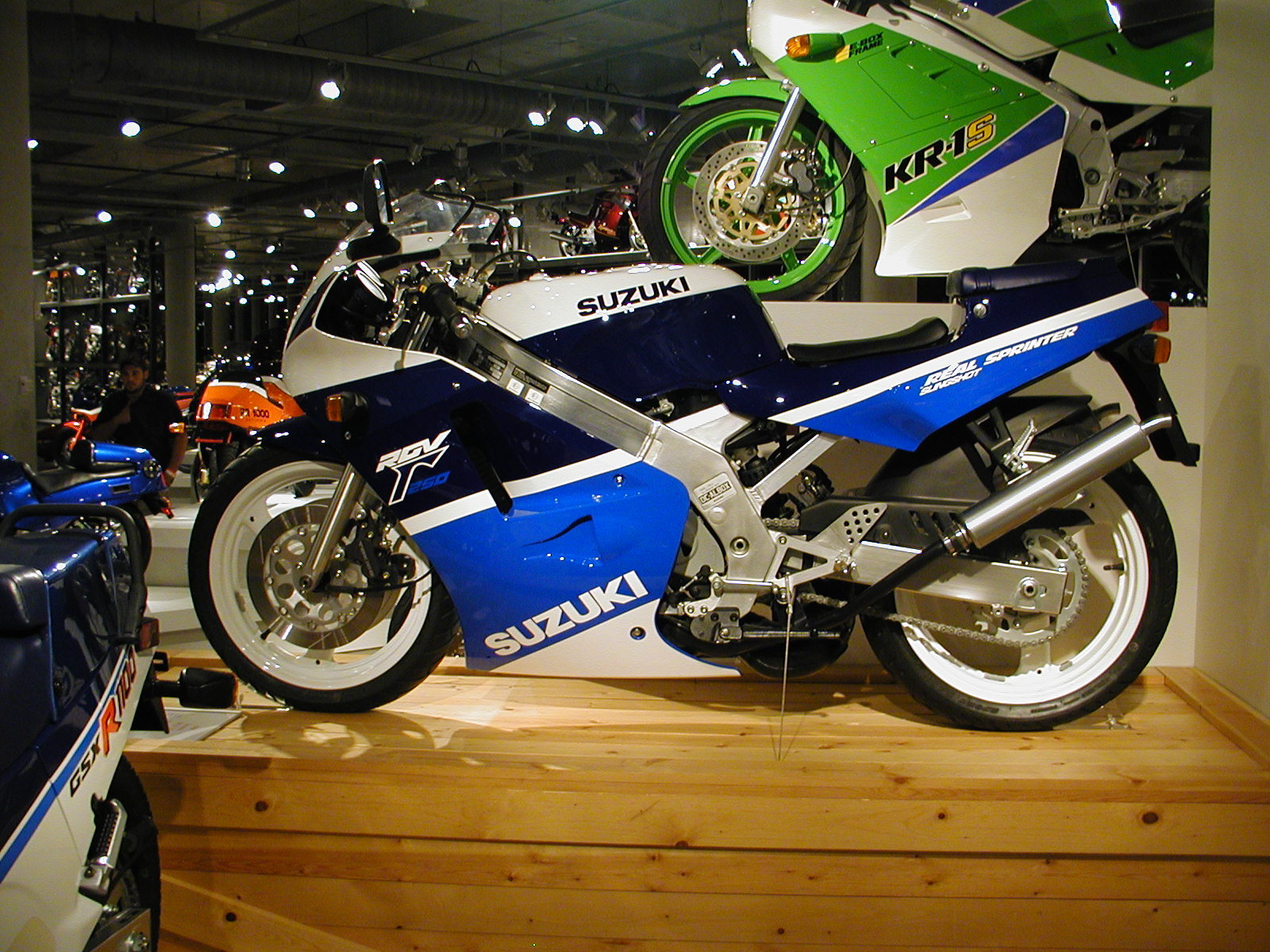
سوزوكي RGV250Γ في متحف Barber Vintage Motorsport في عام 2006

- تمَّ بيع «إكس 6 هوستلر توين» (المعروف أيضًا باسمِ تي 20 سوبر سكس) من عام 1966 إلى عام 1968 باعْتِباره «أسرع دراجة نارية 250 سي سي في العالم»، حيثُ كانَ لديها نظام حقن أوتوماتيكي Posi-Force جديد من سوزوكي (أطلق عليهِ لاحقًا اسم سوزوكي CCI).[225] وبلغ الإنتاج ذروته بإنتاج أكثر من 5000 وحدة في الشهر.[226] وفي عام 2013 جددت سوزوكي العلامة التجاريَّة «هسلر» للدراجات النارية لأوروبا، وتحدثت شائعات عن طراز كلاسيكي 250 توأم.[227][228] وعرضت «تي 20 سوبر سكس» موديل 1967 في معرض لاس فيغاس لفن الدرَّاجات النارية (بالإنجليزية: The Art of the Motorcycle)‏.[229]
  - كانَ لدى تي 500 تيتان (المعروف أيضًا باسمِ تي 500 كوبرا، جي تي 500‏) محرك مزدوج متوازي مبرد بالهواء 500 سم مكعب تغلب على مشاكل المتانة والسخونة الزائدة والاهتزاز. بقوة 47 حصان متري (35 كـو) عند 6500 دورة في الدقيقة وسرعة قصوى تبلغ 180 كيلومتر في الساعة (110 ميل/س)، وأصبح الجهاز الرئيسيّ لسوزوكي في عام 1968، ولا يزال يحظى بشعبية لدى هواة الجمع ومتسابقي المقاهي.[230][231][232][233]
- كانت «جي تي 750 لي مانس» بمحرك بثلاثة محركات على التوالي أول دراجة نارية يابانية بمحرك مبرد بالسوائل، ممَّا جعلها تحمل لقب «واتر بافلو»، حيثُ تضم جمعية مهندسي السيَّارات في اليابان سيارة سوزوكي جي تي 750‏ موديل 1971 كواحدة من «240 معلمًا لتكنولوجيا السيَّارات اليابانية».
- تمَّ تصميم موتوكروس تي إم 400 سيكلون لِلمُشاركة في سباقات بطولةٍ العالم موتوكروس فئة 500 سي سي. وقُدم في عام 1971 وكان من الصعب حتّى على الدرَّاجين المهرة التحكم فيه، ولاحقاً أُعِيدَ تصميمه في عام 1975.[234][235][236]
- ظهر محرك آر إم 125 للإنتاج لأول مرَّة في عام 1975 ليحل محل تي إم 125، حيثُ كانَ رائدًا ناجحًا لمجموعة آر إم المستقبليَّة من 50 سي سي إلى 500 سي سي.[237]
- أُعيد تصميم آر إم 250 بالكامل في عام 1982، وقدمت الأسطوانة المفردة المبردة بالسائل طاقة أكبر من أي محرك قاطع بمحرك سعة 250 سم مكعب في ذلك الوقت. بنظام التعليق الخلفي الأصليّ بالكامل من سوزوكي.[238]
- كانت جاما آي جي 250 لعام 1983 واحدة من دراجات الجيل الجديد الرياضيةِ المقلدة للسباق في الثمانينات، وكان لها إطار من الألومنيوم، وهدية كاملة ومحرك مزدوج مستقيم عالي الإنتاج.[239][240]
- كانَ جاما آي جي 500 لعام 1985 مثل آي جي 250 ولكنَّ بمحرك رباعي.[241]

#### محرك رباعي الأشواط

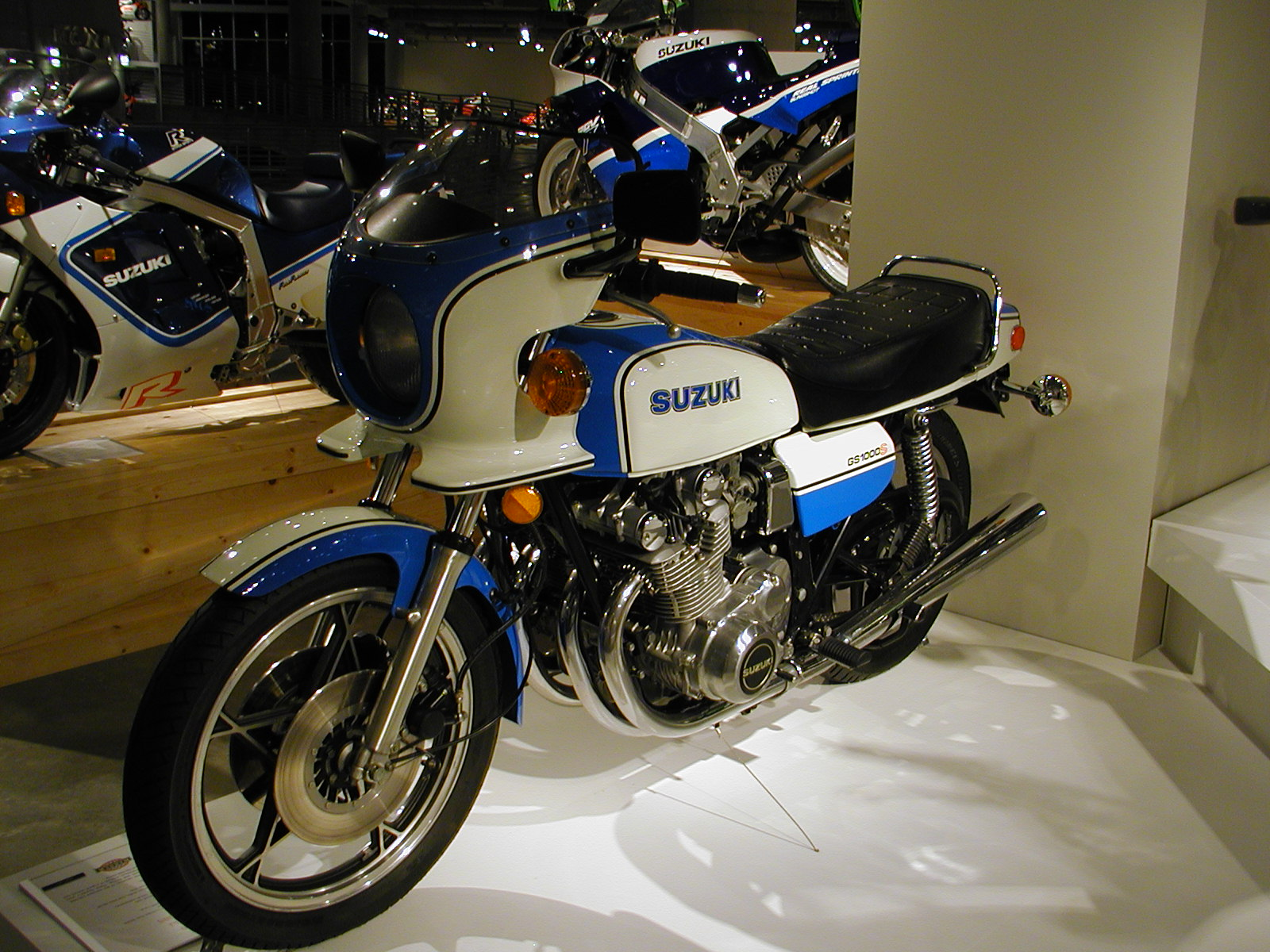
سوزوكي "جي إس 1000 إس" في متحف Barber Vintage Motorsport في عام 2006

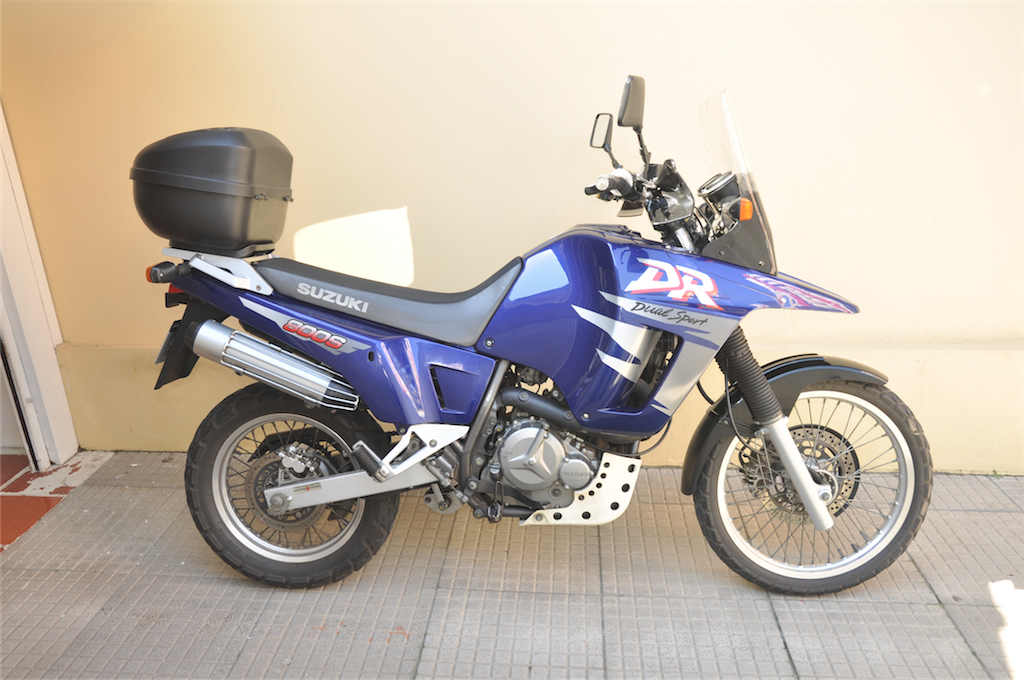
سوزوكي DR800S

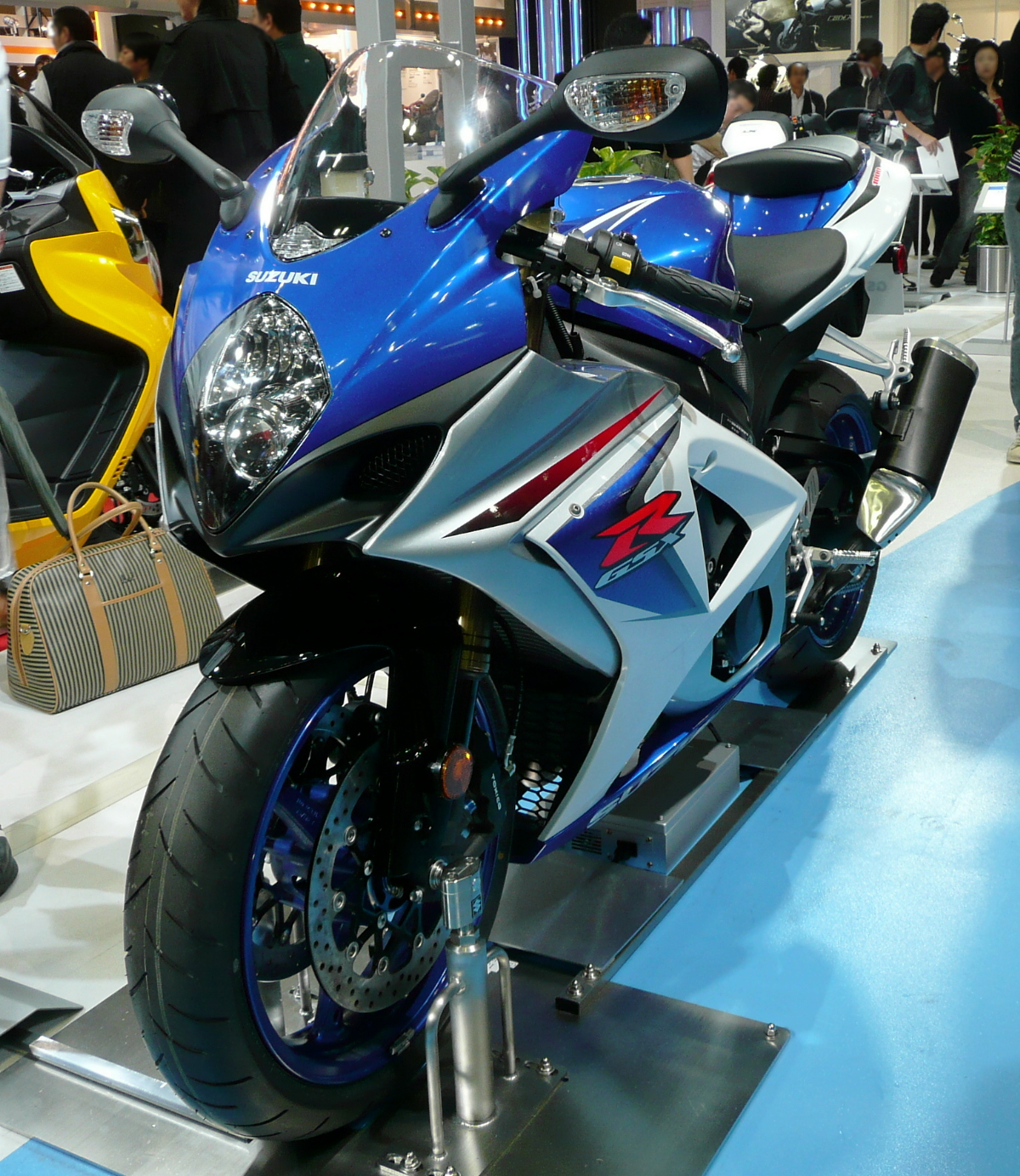
سوزوكي "جي إس إكس-آر 1000" في معرض طوكيو للسيارات عام 2007

- سلسلة GS - كانَ موديل «جي إس 750» سنة 1976 أول آلة رباعية الأشواط تصدرها سوزوكي منذُ 20 عامًا، وشهد العام التالي أول ماكينة سوزوكي سعة 1 لتر، «جي إس 1000 إي»، ثمَّ في عام 1979 عرضت نسخة «جي إس 1000 إس» من يوشيمورا «جي إس 1000» Superbike.
- كاتانا - تمَّ إصدار "جي إس إكس-إس 1100" في أوروبا في عام 1980؛ ولاحقاً وصل "جي إس إكس-إس 1000" إلى الولايات المتَّحدة وكندا كطراز 1981، وأحدث ثورة في تصميم الدرَّاجات النارية.[242] وقد وضع طراز كاتانا "جي إس 1000 إس في" لعام 1982 في قاعة مشاهير AMA للدراجات النارية الكلاسيكية" في المتحف.[243]

- كانت «جي إس إكس-آر 750» واحدة من الدرَّاجات الرياضيةِ اليابانيّة في الثمانينات وَالتي بدأت عصر النسخ المتماثلة للسباق الحديث، [244] حيثُ كانَ بها تبريد للهواء/الزيت، وكانت خفيفة الوزن، وبها محرك قوي.[245][246] تضم جمعية مهندسي السيَّارات في اليابان سوزوكي «جي إس إكس-آر 750» لعام 1984 كواحدة من «240 معلمًا لتكنولوجيا السيَّارات اليابانية.»

- كانَ أنتردر 750 بمحركه الثنائي OHC ذو أربعة صمامات 45 درجة أول دراجة نارية يابانية طراد (مصممة لجذب الدرَّاجين الأمريكيين) في عام 1985، وبحلول عام 1997 كانت الدرَّاجات النارية من طراز الطراد تمثل ما يقرب من 60 في المائة من سوق الدرَّاجات في الشوارع في الولايات المتحدة.[247]

- ظهر «جي إس إكس-آر 1100» المرتبط بطراز «جي إس إكس-آر 750» في عام 1986.[248] وظهر نفس المحرك الأساسي في عام 1995 لتشغيل باندت 1200 وظل في الإنتاج حتّى عام 2006.[249][250]

- كانَ محرك "DR-BIG" المعروف أيضًا باسمِ «ديزرت اكسبريس» «دي آر 800 إس» متواجد على الطرق الوعرة لمدَّة عامين نموذجين مثل «دي آر 750 إس» حتّى عام 1990، عندما زاد إزاحته إلى 779 سي سي ولا يزال أكبر محرك أسطوانة واحدة في العالم في دراجة نارية.[251] وقد توفر في أوروبا حتّى عام 1999، ولم بُصدر إلى السوق الأمريكية.[252] وقد استبدل "DR-BIG" بمحرك «في ستورم» وأصبحت دائرة كاملة كمصدر إلهام لتصميم «في ستورم» 1000 إيه بي إس.[253]
- سلسلة سوزوكي RF هي دراجات نارية رياضية، بثلاثة محركات مختلفة: 400 و600 و900 سم مكعب. وكانت في الإنتاج من 1994 إلى 1998.
- ظهرت «تي إل 1000 إس» لأول مرَّة في معرض الدرَّاجات النارية والسكوتر الدوليّ لعام 1996 كأول دراجة سوزوكي رياضية بمحرك في-توين، [254] المبرد بالسائل، بأربعة صمامات لكل أسطوانة، وكان قيد الإنتاج حتّى عام 2012 [253] وقد توقف إنتاج «تي إل 1000 إس» في عام 2001، ولكنَّ أستمر المحرك في «تي إل 1000 آر» و«إس في 1000» و«إس في 1000 إس» [255] بِالإضافة إلى «في ستورم» 1000.[256]

- «جي إس إكس-آر 600» - نسخة أصغر من «جي إس إكس-آر 750»، [257] ولكنَّ النسخة الأصليَّة عرضت في عام 1997 وتلقت تحديثات متكررة بعدَ ذلك.[258][259][260]

- عرضت سوزوكي هايابوسا («جي إس إكس-آر 1300») في عام 1998، ولا تزال الدراجة الرياضيةِ الرائدة في سوزوكي.[261][262] وقد ضُمنت سوزوكي هايابوسا 1998 في معرض «240 من معالم تكنولوجيّاً السيَّارات اليابانية» (بالإنجليزية: 240 Landmarks of Japanese Automotive Technology)‏. وأدى تطوير الجيل الثاني من هايابوسا لعام 2008 إلى تسهيل طرح «جي إس إكس-1300 بي كي» بي-كنج عام 2007، [263] وهو نوعِ عاري منمق للغاية.[264][265]

- تمَّ تقديم «إس في 650» في عام 1999 كإدخال في الميزانيَّة في سوق الدرَّاجات المجردة، [266][267] ومنذ عام 2001 عُرض بشكلٍ عارٍ وعادٍ تمامًا، [268] وفي عام 2009 أُعِيدَ تصميم نسخة الدراجة المجردة وأطلق عليها اسم جلاديوس تماشيًا معَ شكل السيف الذي صممته سوزوكي في «كاتانا.» [269] وقد فازت دراجة جلاديوس النارية بجائزة التصميم الجيد (المَعْروفَةِ أيضًا باسمِ «جي مارك») من المعهد الياباني لترويج التصميم.[270]

- «جي إس إكس-آر 1000» - ظهر هذا الطراز الأول من نوعه في عام 2000، [271] ولا يزال أكبر طراز في سلسلة جي إس إكس-آر.

- كانَ برجمان 650 (إيه إن 650) الأكبر من سلسلة الدرَّاجات البُخاريَّة الحضريَّة المنتجة في اليابان (تمَّ تسويقها على أنَّها «سكاي ويف» محليًا) وكذلك في إيطاليا وإسبانيا بسعات محرك بإزاحة 125 سي سي وما فوق، وعندما ظهرت في عام 2002، كانَ محرك بإزاحة 650 سي سي أكبر سكوتر إزاحة في العالم، وأول مركبة ذات عجلتين تحتوي على ناقل حركة متغير باستمرار يتم التحكم فيهِ كهربائيًا.[272][273] وقد منح المعهد الياباني لترويج التصميم جائزةً جي مارك للتصميم الجيد إلى سكاي ويف 650 في عام 2003، وإلى سلسلة سكاي ويف بأكملها في عام 2006 وإلى سكاي ويف «إل إكس 650» المحدث في عام 2013.[274][275][276]

- «جي إس إكس-آر 1000» - ظهر هذا الطراز الأول من نوعه في عام 2000، [271] ولا يزال أكبر طراز في سلسلة جي إس إكس-آر.
- برجمان 650 (إيه إن 650) التي تمَّ تسويقها محلياً باسمِ «سكاي ويف» كانت الأكبر في سلسلة الدرَّاجات البُخاريَّة الحضريَّة المنتجة في اليابان، وفي إيطاليا وإسبانيا بسعات محرك 125 سي سي وما فوق، وعندما ظهرت في عام 2002، كانَ محركها 650 سي سي «أكبر إزاحة سكوتر في العالم»، وأول مركبة بعجلتين تحتوي على ناقل حركة متغير باستمرار يتم التحكم فيهِ كهربائيًا.[272][273] وقد منح المعهد الياباني لترويج التصميم جائزةً «جي مارك للتصميم الجيد» إلى سكاي ويف 650 في عام 2003، وإلى سلسلة سكاي ويف بأكملها في عام 2006 وإلى سكاي ويف «إل إكس 650» المحدث في عام 2013.[274][275][276]
  - كانَ شوينوري عبارة عن سكوتر خفيف الوزن وغير مكلف بمحرك 50 سي سي وهي نقيض لطراز سكاي ويف 650 ولكنَّ تمَّ عرضها في نفس الوقت في محاولة لزيادة المبيعات المحليَّة استجابة لتقلص صادرات الدرَّاجات النارية.[277][278] ويُعدُّ شوينوري 2002 أحد معالم «240 لتكنولوجيا السيَّارات اليابانية»، وقد حصل شوينوري على جائزةً «جي مارك للتصميم الجيد» في عام 2003.[279]

- عرضُ بوليفارد «إم 109 آر» في-توين (VZR1800) المُلقَّب بأنتردر «إم 1800 آر» في أوروبا في عام 2006 وهو يُضمُّ أكبر مكابس محركات البنزين المُستخدمة على الإطلاق في أي دراجة نارية إنتاجية (أو سيارة ركاب).[280][281][282]

- تمَّ تقديم طراز «جي إس إكس 650 إف» الرياضي الجديد في عام 2008 للجولات السياحيّة لملئ الفراغ الموجود في مقاعد كاتانا، ولدى طراز 2009 معيار نظام منع انغلاق المكابح.
- سوزوكي «دي آر 125» - دراجة نارية بمحرك بإزاحة 124 سي سي رباعي الأشواط
- «دي إل-650» «في ستورم» - دراجة نارية رياضية مزدوجة
- «جي إس إكس 250 إف» أكروس - دراجة بخارية رياضية صغيرة بمحرك 250 سم مكعب أنتجت من عام 1990 حتّى عام 1998، وتُعرف في الغالب بالدراجة الرياضيةِ / السياحيّة العملية، نظرًا لخزان الوقود الخلفي ومنطقة تخزين خوذة مغلقة تمامًا حيثُ يوجد خزان الوقود عادةً.
- سوزوكي «جي إس إكس-آر 250» - هي دراجة نارية تمَّ تصنيعها من 1987 إلى 1994، بعدَ عامين من عرضُ «جي إس إكس-آر 750» ولها إطار صندوقي فولاذي وتأرجح خلفي كامل عائم ومحرك رباعي الأشواط مبرد بالسائل

#### مصادر الطاقة الأُخرى

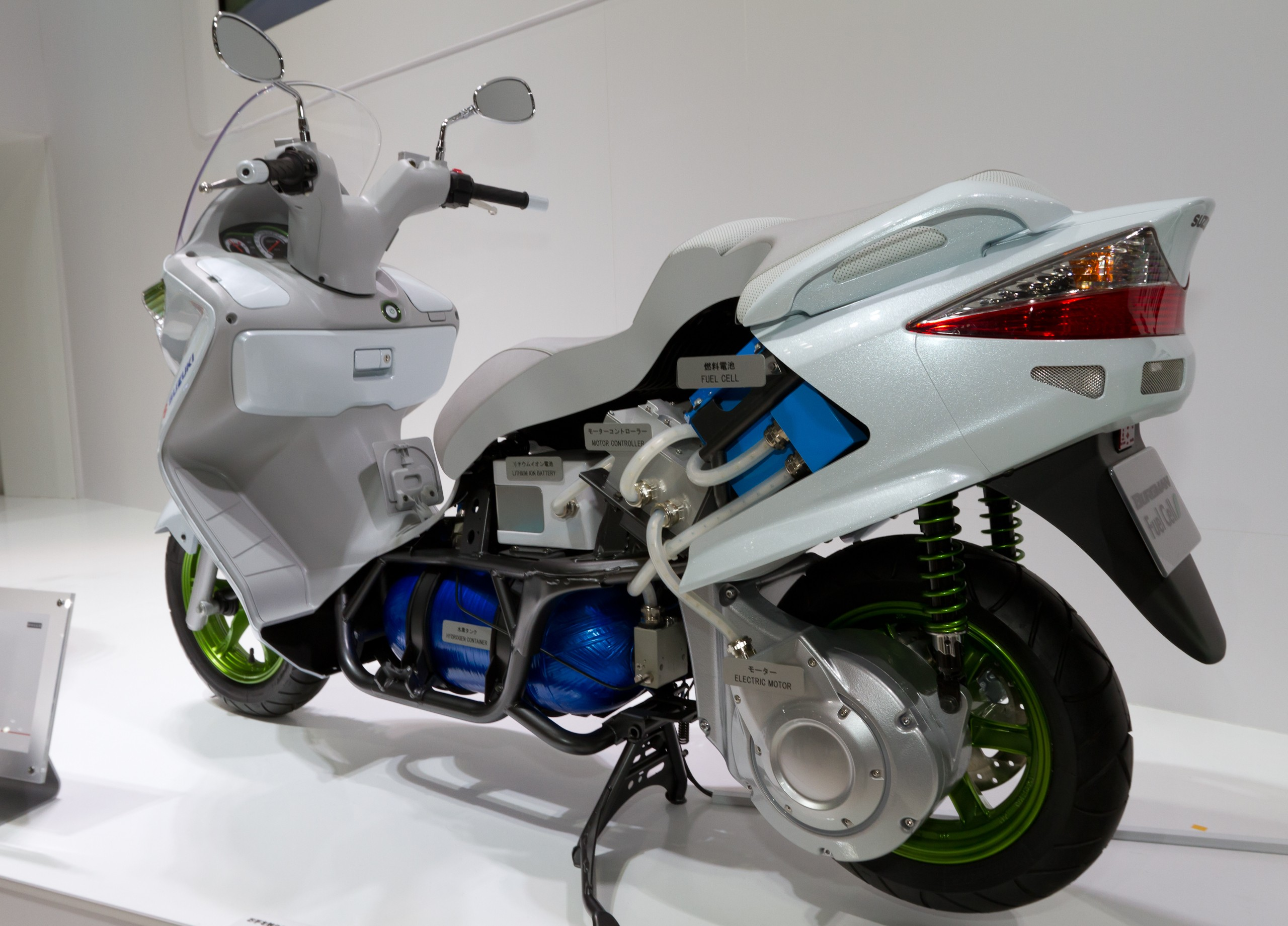
نموذج كوتاواي لسكوتر برجمان بخلايا الوقود في معرض طوكيو للسيارات 2011

### الدرَّاجات النارية المُبتكرة

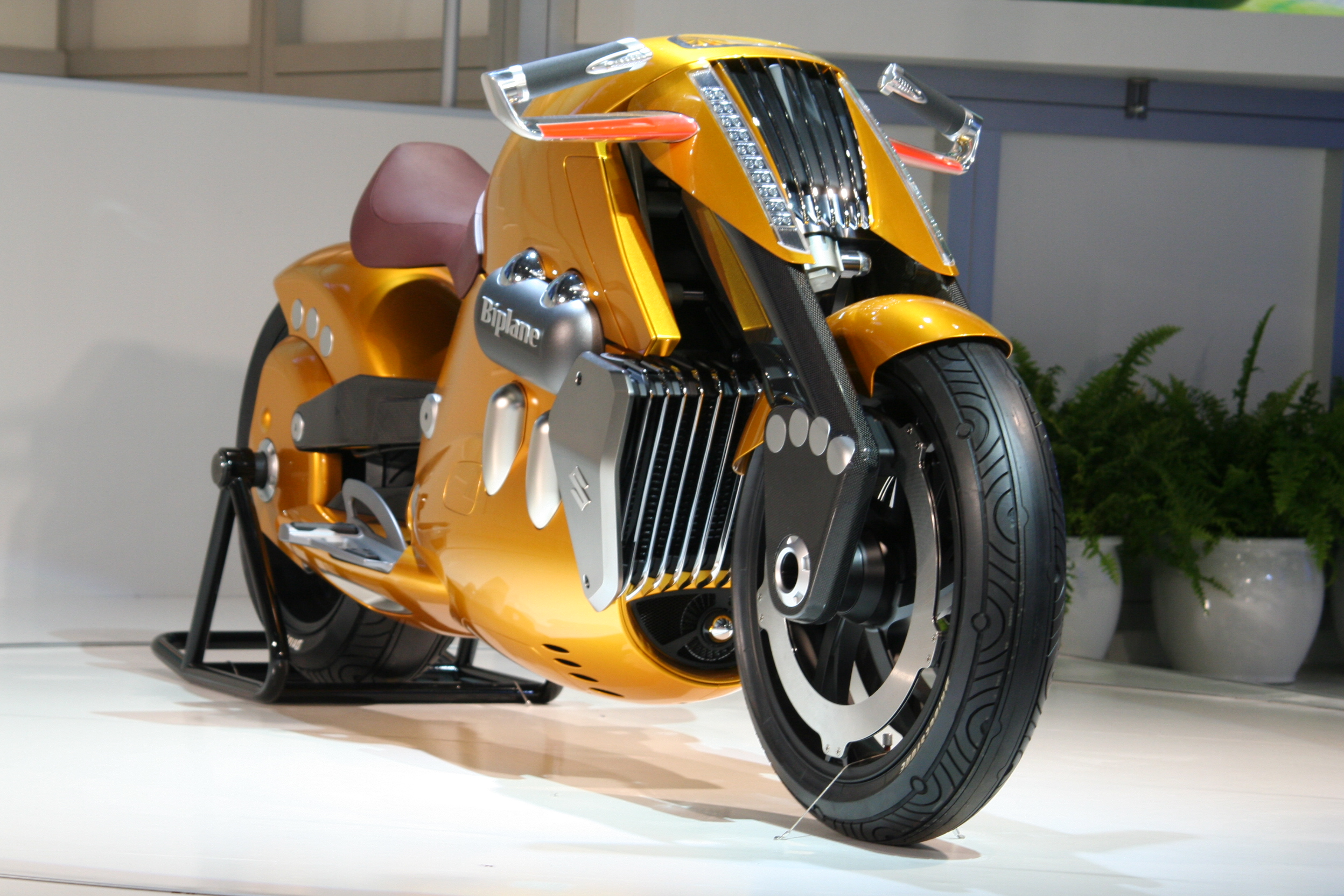
دراجة نارية نموذجية من سوزوكي ذات سطحين في معرض طوكيو للسيارات 2007

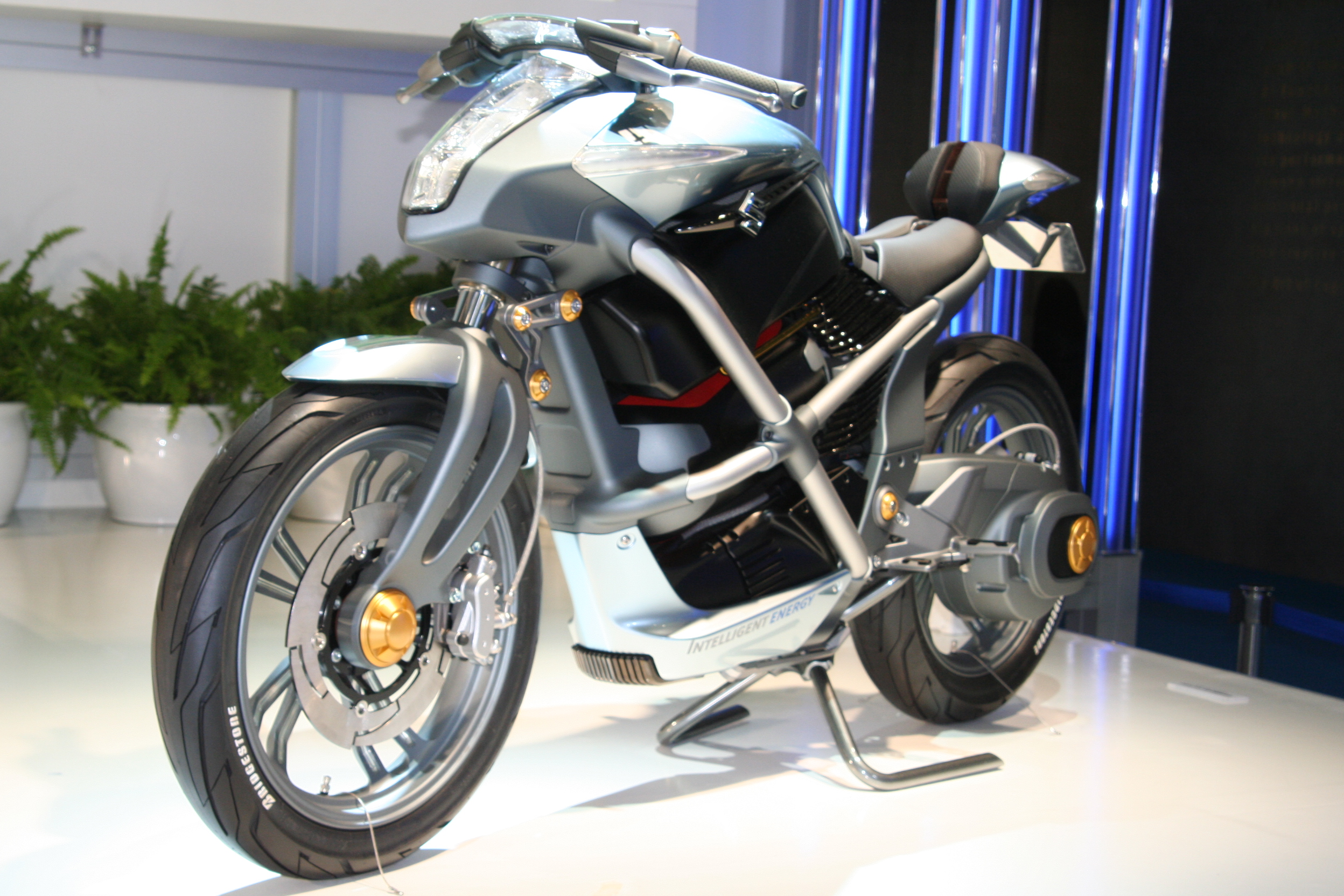
نموذج خلايا الوقود سوزوكي كروس كيج في معرض طوكيو للسيارات 2007

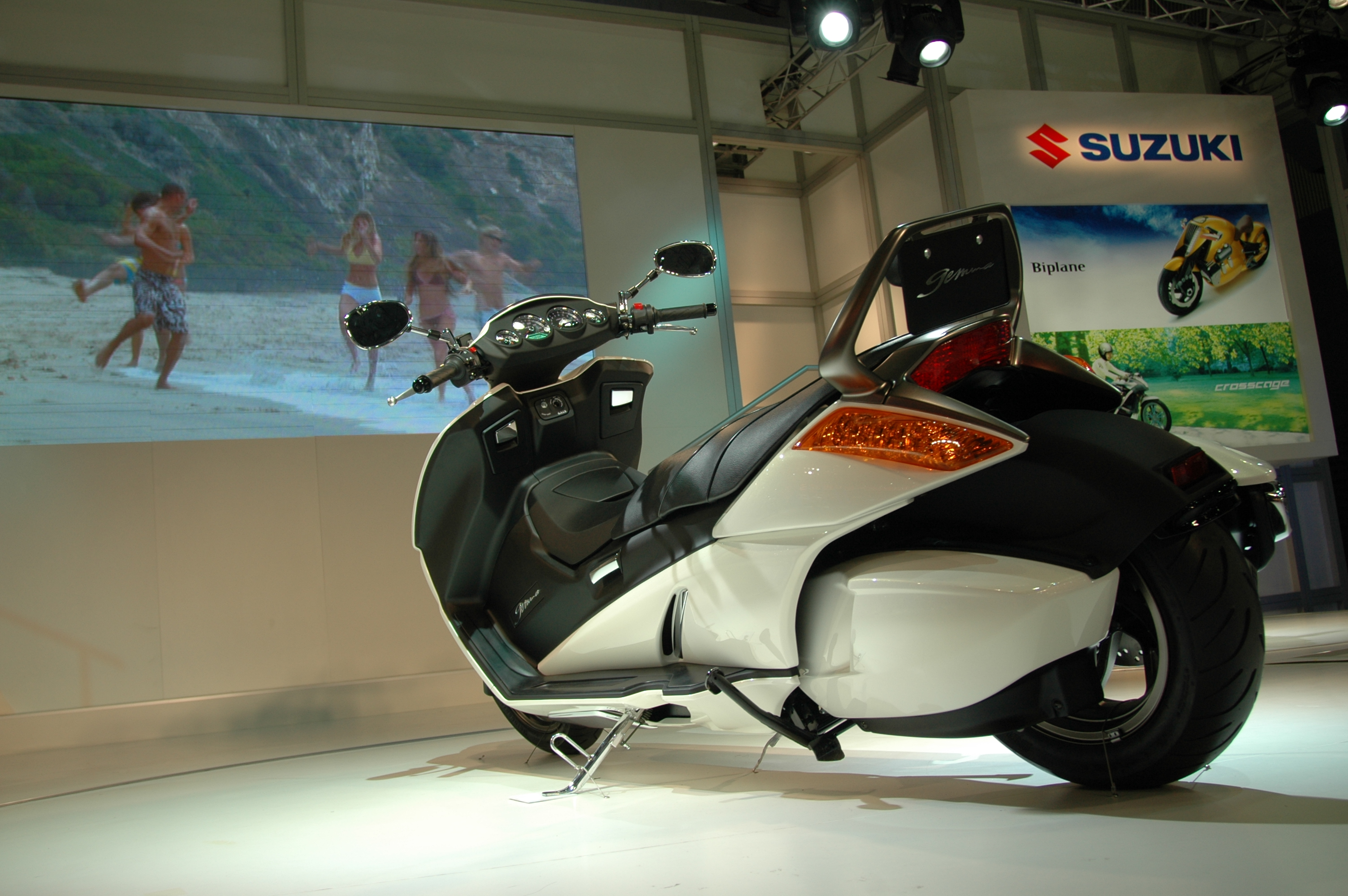
سكوتر سوزوكي جيما النموذج الأولي في معرض طوكيو للسيارات 2007

## مركبات لجميع التضاريس (ATVs)

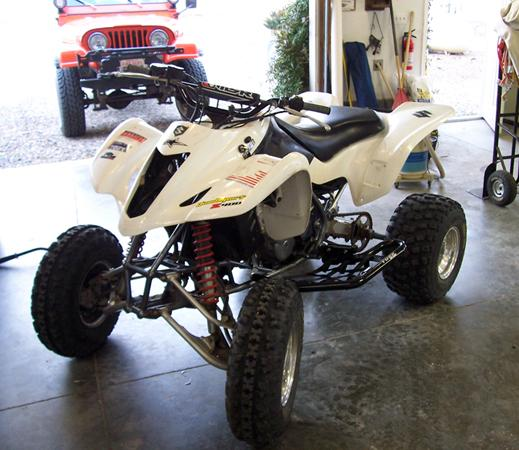
موديل 2004 LT-Z400 مع تعديلات مخصصة.